# Liste der Zuflüsse der Altmühl

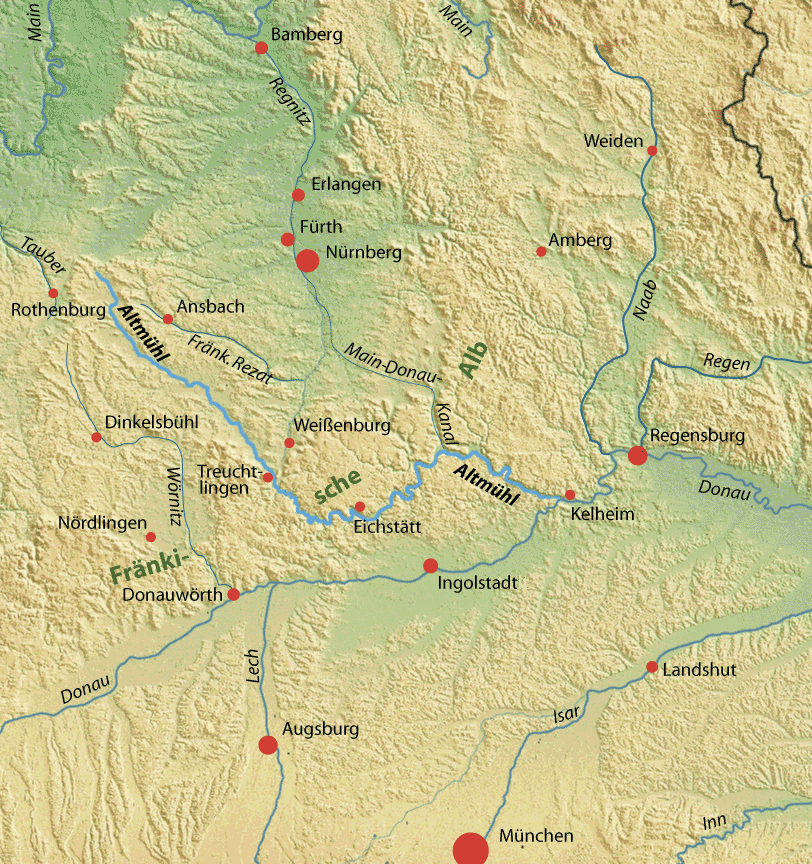
Lage der Altmühl zwischen Main und Donau

Liste der Zuflüsse der Altmühl

## Überblick
Die Altmühl hat eine Länge von 227 km und ein Einzugsgebiet von 3258 km². Es gliedert sich in zwei recht verschiedenartige Teile.
Auf dem Oberlauf von der Quelle bis etwa Treuchtlingen läuft die Altmühl in einem recht engen Einzugsgebietsschlauch nach Südosten bis an den Rand der Frankenalb. Die Wasserscheide rechts zur Wörnitz, die oberhalb der Altmühl in die Donau entwässert, liegt hier meist ferner, weshalb von rechts auch die größeren Zuflüsse kommen, die linke verläuft lange vor der ungefähr parallel laufenden Fränkischen Rezat, ehe dann schon nahe bei Treuchtlingen die kleinere Schwäbische Rezat dicht am Altmühllauf entspringt, die ihre bedeutendere fränkische Namenscousine durch Zusammenfluss zur Rednitz macht, welche über die Regnitz und dann den Main zum Rhein entwässert.
Mit Eintritt in die Frankenalb orientiert sich die Altmühl östlich, wechselt aber mit ihrem mäandrierenden Tal nun mehrfach die Richtung. Der vorher oft neben Seitengräben und Altschlingen einherziehende Fluss erfährt nun seltener Zufluss, welcher überdies häufig aus Karstquellen rührt. Auf diesem unteren Abschnitt ihres Laufs münden auch ihre längsten Zuflüsse, nämlich die Schwarzach, ehedem dann auch die Sulz, die durch Nutzung ihres Tals und Wassers für den Main-Donau-Kanal und seinen Vorgängerbau aber inzwischen zerstückelt wurde, danach der sie heute gewissermaßen vertretende Kanal selbst und schließlich noch die Weiße Laber, alles linke Zuläufe, deren große Länge und Einzugsgebiet die in diesem Bereich sehr viel fernere Lage der linken Wasserscheide zum rheinischen System widerspiegelt.
Die Altmühl fließt heute ins Bett des Main-Donau-Kanals ein und läuft darin ihre letzten 35 km bis zur Mündung in Kelheim. Das darin laufende Wasser wird zum Betrieb aktiv hochgepumpt und ein merklicher Teil wird auch ins Main-System hinüberbefördert, so dass die Abflussverhältnisse hier nicht mehr sehr natürlich sind. Auch am Oberlauf wird durch Aufstauen der Hochwässer im künstlich angelegten Altmühlsee bei Gunzenhausen Wasser zum Main übergeleitet. Alles in allem entwässert die Altmühl heute also auf künstlichem Wege in nicht unbeträchtlichem Maße zum Main.
Die 12 längsten Zuflüsse mit über 12,5 km Länge sind, von der Quelle zur Mündung:
- der rechte Kreuthbach mit 15,1 km und 57,4 km², er mündet zwischen Colmberg und Leutershausen
- der rechte Hagenbach mit 14,4 km und 24,8 km², er mündet kurz vor Leutershausen
- der rechte Große Aurachbach, auch Große Aurach genannt, mit 13,8 km und 31,7 km², er mündet zwischen Leutershausen und Herrieden
- die rechte Wieseth mit 31,8 km und 127,3 km², sie mündet bei Ornbau und ist der größte Oberlaufzufluss
- der rechte Wurmbach mit 12,9 km und 43,5 km², er mündet bei Gunzenhausen.

Danach beginnt der Abschnitt in der Frankenalb.
- der rechte Möhrenbach mit 19,1 km und 127,8 km², er mündet bei Treuchtlingen
- die linke Treuchtlinger Schambach mit 14,2 km und 98,0 km², einer von drei bis vier Altmühlzuflüssen dieses Namens
- die rechte Gailach mit 21,7 km und 78,7 km², sie mündet bei Mörnsheim
- die linke Schwarzach mit 52,9 km und 510,5 km², sie mündet bei Kinding und ist der größte Altmühlzufluss
- der von links nahende Main-Donau-Kanal hat von der Scheitelhaltung oberhalb an gerechnet eine Länge von 34,5 km und ein Einzugsgebiet von 226,1 km²
- die linke Weiße Laber mit 44,7 km und 356,7 km², sie mündet ganz am Anfang der Kanalstrecke der unteren Altmühl bei Dietfurt an der Altmühl
- die rechte Riedenburger Schambach mit 16,3 km und 138,8 km² mündet in Riedenburg.

## Tabelle der Zuflüsse der Altmühl
Mit Stationierung, also der Fließstrecke von der Altmühlmündung aufwärts bis zum jeweiligen Zufluss, der amtlichen Gewässerkennzahl (GKZ), dem Namen des Zuflusses, der Mündungsseite, der Länge des Zulaufs und der Größe seines Einzugsgebietes, dem Mündungsort und der Mündungshöhe sowie dem Quellort und der Quellhöhe.
- Bei einigen Zuflüssen, die indirekt über unbedeutendere Auengräben zulaufen, wurden diese Bäche selbst (auch) genannt und die Stationierung von der Altmühl auf den Zufluss zum Nebenlauf überpaust. Wo wie oft die Stationierung nicht aus den amtlichen Daten zu erheben war, wurde zwischen den stationierten Zulaufpunkten ober- und unterhalb anhand eines Polygonzugs auf dem Fluss interpoliert. Wegen starken Mäanderlaufs und vieler, teils sogar mehrfacher Nebenläufe ist die Stationierung merklich fehlerbehaftet, gibt aber die Zulaufreihenfolge wieder.
- Bei der GKZ wurde hinter dem allen ihren Zuflüssen gemeinsamen Präfix 138, das die GKZ der Altmühl selbst ist, zur besseren Lesbarkeit ein Trenner eingefügt. Im Falle keine GKZ erhältlich war, steht hinter dem nach der Aufbauregel der GKZ sicheren Präfix ein Fragezeichen.
- Eingeklammerte Bezeichnungen für Zuflüsse sind keine vorgefundenen Eigennamen, sondern Behelfsbezeichnungen.
- Der Großteil der Nebenläufe ist nicht aufgeführt, noch die Abgänge. Letztere sind aber in der Detaillierten Liste aufgeführt.
- Die Zuflüsse umfassen oft anders benannte Abschnitte, insbesondere Oberläufe, die hier in der Regel nicht aufgeführt sind. Im Zweifelsfall wurde meist der längste Oberlauf gewählt.
- Die Höhen sind durch den sehr flachen Lauf des Flusses und unzureichend feine Höhenlinien mancherorts nur sehr ungefähr zu erheben.
- Die Einzugsgebiete im Bereich des Karstgebietes Frankenalb – also etwa ab dem Möhrenbach – sind für die Wasserführung nicht notwendig repräsentativ. Versickerung kann die Bäche schwächen, anderswo treten starke Quellen aus. Siehe dazu die Detaillierte Liste ….
- Zum Vergleich wurde noch – rot unterlegt – die Altmühl selbst aufgenommen.
- Nachweise siehe generell bei der → Detaillierten Liste unten.

| Stat. [km] | GKZ        | Name                              | Lage   | Länge [km] | EZG [km²] | Mündung                                                                                      | Mündungshöhe [m ü. NHN] | Quelle                                                                                 | Quellhöhe [m ü. NHN] | Bemerkungen                                                                   |
| ---------- | ---------- | --------------------------------- | ------ | ---------- | --------- | -------------------------------------------------------------------------------------------- | ----------------------- | -------------------------------------------------------------------------------------- | -------------------- | ----------------------------------------------------------------------------- |
| n. a.      | 138        | Altmühl                           | n. a.  | 226,9      | 3258,4    | Kelheim                                                                                      | 338,0                   | Burgbernheim-Wildbad, Waldgewann Alter Mann                                            | 460,0                |                                                                               |
| 226.661    | 138-111?a  | (Waldzufluss)                     | rechts | 000,4      | 0000,1    | Burgbernheim-Wildbad, im Hirschteich                                                         | 457,0                   | Burgbernheim-Wildbad, Waldgewann Alter Mann                                            | 464,0                |                                                                               |
| 226.432    | 138-111?b  | (Waldzufluss)                     | rechts | 000,5      | 0000,3    | Burgbernheim-Wildbad, Waldgewann Schauersruh                                                 | 454,0                   | Burgbernheim-Wildbad, Waldgewann Krumme Eiche                                          | 465,0                |                                                                               |
| 225.194    | 138-111?c  | Grenzgraben                       | links  | 000,4      | 0000,4    | Windelsbach-Hornau, nördliche Feldflur                                                       | 447,0                   | Windelsbach-Hornau, nördliche Feldflur                                                 | 462,0                | in der Sache kein Grenzgraben                                                 |
| 224.737    | 138-111?d  | Erlachbach                        | rechts | 001,2      | 0001,5    | Windelsbach-Hornau, Nordrand                                                                 | 445,7                   | Burgbernheim-Siedlung Erlach, Westrand                                                 | 465,0                |                                                                               |
| 224.199    | 138-111?e  | Klingengraben                     | links  | 000,4      | 0000,1    | Windelsbach-Hornau, im Hornauer Weiher                                                       | 445,0                   | Windelsbach-Preuntsfelden, Feldgewann Klingen(feld)                                    | 454,0                |                                                                               |
| 223.472    | 138-111?f  | Handschuhbach                     | rechts | 001,8      | 0001,5    | Windelsbach-Birkach, Flur, Straße Windelsbach–Preuntsfelden                                  | 442,0                   | Windelsbach-Birkach, Flur, Waldeintritt AN 7 Hornau–Windelsbach                        | 464,0                |                                                                               |
| 223.435    | 138-111?g  | Schneidergraben                   | links  | 001,8      | 0001,2    | Windelsbach-Preuntsfelden, Flur, Straße Preuntsfelden–Birkach                                | 442,0                   | Windelsbach-Preuntsfelden, nördliche Feldflur Schlagfeld zum Waldrand                  | 460,0                |                                                                               |
| 222.672    | 138-111?h  | Birkach                           | rechts | 001,4      | 0000,6    | Windelsbach-Birkach, östliche Flur                                                           | 440,0                   | Windelsbach-Birkach, Nordrand Brandholz                                                | 455,0                |                                                                               |
| 222.416    | 138-111?i  | Buckgraben                        | rechts | 001,0      | 0000,6    | Windelsbach-Birkach, östliche Flur                                                           | 440,0                   | Windelsbach-Birkach, südliche Flur                                                     | 449,0                |                                                                               |
| 222.345    | 138-112    | Krummbach                         | links  | 002,5      | 0002,9    | Windelsbach-Burghausen, nordwestliche Flur                                                   | 440,0                   | Marktbergel-Ermetzhof, nördliche Waldbucht                                             | 469,0                |                                                                               |
| 221.887    | 138-113?a  | Birkachäckergraben                | rechts | 000,8      | 0000,1    | Windelsbach-Burghausen, westliche Flur                                                       | 439,0                   | Windelsbach-Burghausen, westliche Flur                                                 | 454,0                |                                                                               |
| 221.230    | 138-113?b  | Furtwasengraben                   | rechts | 000,7      | 0000,3    | Windelsbach-Burghausen, Gegenufer                                                            | 438,0                   | Windelsbach-Cadolzhofen, Flur, Feldgewann Hornfeld                                     | 452,0                |                                                                               |
| 221.230    | 138-113?c  | (Burggrabenablauf)                | links  | 000,2      | 0000,1    | Windelsbach-Burghausen, Südrand                                                              | 438,0                   | Windelsbach-Burghausen, Ortsbereich, am Burgstall der Wasserburg Burghausen            | 439,0                |                                                                               |
| 220.646    | 138-113?d  | (Weg- und Raingraben)             | links  | 001,1      | 0000,8    | Windelsbach-Burghausen, östliche Flur                                                        | 437,0                   | Windelsbach-Burghausen, nördliches Flurgewann Gassenfeld um Burghausener Holz          | 449,0                |                                                                               |
| 220.159    | 138-113?e  | Klingengraben                     | links  | 001,8      | 0000,6    | Colmberg-Poppenbach, südwestliche Flur                                                       | 436,0                   | Colmberg-Poppenbach, Ostrand des Burghausener Holzes                                   | 476,0                |                                                                               |
| 219.925    | 138-113?f  | Seegraben                         | links  | 002,1      | 0002,1    | Colmberg-Poppenbach, südwestliche Flur                                                       | 435,0                   | Colmberg-Poppenbach, nordöstliche Flur, nahe der Einmündung der AN 8 in die St 2245    | 465,0                |                                                                               |
| 219.901    | 138-114    | Grenzgraben (!)                   | rechts | 002,2      | 0001,5    | Windelsbach, Burghausen, Flur, an Grenze zu Colmberg, Binzwangen                             | 435,0                   | Windelsbach-Cadolzhofen, östliche Feldflur                                             | 461,0                |                                                                               |
| 219.381    | 138-115?a  | Froschgraben                      | links  | 001,2      | 0000,5    | Colmberg-Poppenbach / Colmberg-Binzwangen, Ortsgemarkungsgrenze                              | 434,0                   | Colmberg-Poppenbach, Waldrand im Südosten an der St 2245                               | 454,0                |                                                                               |
| 218.771    | 138-115?b  | Stegwiesengraben                  | rechts | 001,6      | 0000,5    | Colmberg-Binzwangen, nördliche Flur                                                          | 434,0                   | Colmberg-Binzwangen, Eibenfeld                                                         | 449,0                |                                                                               |
| 218.695    | 138-115?c  | Sandbrunnengraben                 | links  | 001,6      | 0001,0    | Colmberg-Binzwangen, nördliche Flur                                                          | 434,0                   | Colmberg-Binzwangen, nordöstliche Waldflur Eichschlag, aus dem Sandbrunnen             | 465,0                |                                                                               |
| 218.067    | 138-115?d  | Weihergraben                      | links  | 002,1      | 0001,2    | Colmberg-Binzwangen, Nordrand, ggü.                                                          | 433,0                   | Colmberg-Binzwangen, Waldklinge unterm Sandberg                                        | 480,0                |                                                                               |
| 218.067    | 138-115?e  | Lachengraben                      | rechts | 002,7      | 0001,2    | Colmberg-Binzwangen, Nordrand                                                                | 433,0                   | Geslau-Stettberg, nördliche Flur                                                       | 453,0                |                                                                               |
| 217.493    | 138-115?f  | Hammetsgraben                     | rechts | 001,2      | 0000,7    | Colmberg-Binzwangen, Südrand                                                                 | 432,0                   | Colmberg-Binzwangen, westliche Flur                                                    | 441,0                |                                                                               |
| 216.335    | 138-116    | Furtgraben                        | links  | 003,5      | 0004,6    | Colmberg-Unterhegenau, südwestliche Flur an Gemarkungsgrenze Colmberg-Binzwangen/-Oberfelden | 431,0                   | Colmberg-Unterhegenau, nordöstliche Flur, aus dem Märzweiher                           | 460,0                |                                                                               |
| 214.797    | 138-117?a  | Fischbach                         | links  | 002,1      | 0001,6    | Colmberg-Oberfelden, wenig südöstlich                                                        | 430,0                   | Colmberg-Unterhegenau, südliche Feldflur Rehbühl                                       | 450,0                |                                                                               |
| 213.862    | 138-117?b  | Holzäckergraben                   | links  | 001,4      | 0000,3    | Colmberg-Unterfelden, südlicher Ortsrand                                                     | 429,0                   | Colmberg, Wald nördlich des Golfplatzes                                                | 460,0                |                                                                               |
| 213.263    | 138-117?c  | Birkwiesengraben                  | links  | 001,7      | 0000,6    | Colmberg-Unterfelden, südliche Flur                                                          | 428,7                   | Colmberg, Wald nördlich von Burg Colmberg                                              | 490,0                |                                                                               |
| 212.966    | 138-117?d  | Wölfleinsgraben                   | links  | 000,8      | 0000,3    | Colmberg, westlich des Golfplatzes                                                           | 428,0                   | Colmberg, auf dem Golfplatz                                                            | 450,0                |                                                                               |
| 212.024    | 138-117?e  | Neugraben                         | links  | 000,9      | 0000,5    | Colmberg, bei Kläranlage                                                                     | 428,0                   | Colmberg, Am Neugraben                                                                 | 444,0                |                                                                               |
| 211.787    | 138-117?f  | (Weggraben)                       | links  | 000,9      | 0000,2    | Colmberg, westliche Flur, Feldwegquerung                                                     | 428,0                   | Colmberg, Südrand an St 2245 nach Leutershausen                                        | 435,0                |                                                                               |
| 211.378    | 138-117?g  | (Weggraben)                       | rechts | 001,1      | 0000,3    | Colmberg-Bieg, östliche Flur                                                                 | 427,0                   | Colmberg-Bieg, Nordrand                                                                | 429,0                |                                                                               |
| 211.116    | 138-117?h  | Kreuzfeldgraben                   | links  | 002,5      | 0000,7    | Colmberg-Meuchlein, nordwestliche Flur                                                       | 427,0                   | Colmberg, Ortsrand im Südosten                                                         | 465,0                |                                                                               |
| 210.498    | 138-118    | Bächwiesengraben                  | links  | 002,9      | 0003,9    | Colmberg-Meuchlein, wenig westlich                                                           | 427,0                   | Colmberg-Auerbach, Teichauslauf nordöstlich an AN 20                                   | 450,0                |                                                                               |
| 210.295    | 138-119?a  | Augraben                          | links  | 001,5      | 0000,9    | Colmberg-Meuchlein, wenig westlich                                                           | 427,0                   | Colmberg-Auerbach, westliche Feldflur Bromberg                                         | 436,0                |                                                                               |
| 209.555    | 138-119?b  | Frankengraben                     | links  | 000,3      | 0000,1    | Leutershausen-Frommetsfelden, nordöstlich                                                    | 427,0                   |                                                                                        | 452,0                |                                                                               |
| 209.060    | 138-12     | Kreuthbach                        | rechts | 015,1      | 0057,4    | Leutershausen-Frommetsfelden, nördliche Flur                                                 | 426,0                   | Neusitz-Wachsenberg, Nordrand                                                          | 499,0                |                                                                               |
| 207.556    | 138-132    | Hainhofgraben                     | rechts | 003,1      | 0003,3    | Leutershausen-Frommetsfelden, Südrand                                                        | 426,0                   | Buch am Wald, wenig nordöstlich                                                        | 467,0                |                                                                               |
| 206.861    | 138-134    | Traischbrunnengraben              | rechts | 002,2      | 0001,3    | Frommetsfelden, südliche Flur                                                                | 426,0                   | Buch am Wald, wenig östlich                                                            | 467,0                |                                                                               |
| 206.119    | 138-136    | (Weggraben)                       | links  | 001,5      | 0000,6    | Leutershausen-Höchstetten, Westrand                                                          | 426,0                   | Leutershausen-Höchstetten, nordöstliche Flur Erlachfeld                                | 450,0                |                                                                               |
| 206104     | 138-137?a  | Furthgraben                       | rechts | 001,5      | 0000,8    | Leutershausen-Pfetzendorf, ggü. Leutershausen-Hochstetten                                    | 426,0                   | Buch am Wald, Wiedlachfeld, Ostrand gegen Wald Weidlach                                | 453,0                |                                                                               |
| 205.738    | 138-137?b  | Brunnengraben                     | rechts | 001,5      | 0001,0    | Leutershausen-Pfetzendorf, Ostrand                                                           | 426,0                   | Buch am Wald/Leutershausen, Gemeindegrenze im Wald Weidlach                            | 457,0                |                                                                               |
| 205.329    | 138-137?c  | Hierlenfeldgraben                 | rechts | 000,9      | 0000,7    | Leutershausen-Zweiflingen, wenig nordöstlich                                                 | 426,0                   | Leutershausen-Zweiflingen, westlich am Rand des Waldes Weidlach                        | 453,0                |                                                                               |
| 205.135    | 138-137?d  | Seeholzgraben                     | links  | 001,1      | 0000,4    | Leutershausen-Höchstetten, südliche Flur ggü. -Zweiflingen                                   | 426,0                   | Leutershausen-Höchstetten, östlicher Flurrand zum Seeholz                              | 449,0                |                                                                               |
| 204.803    | 138-137?e  | Breitenfeldgraben                 | rechts | 000,9      | 0000,2    | Leutershausen-Zweiflingen, östliche Flur                                                     | 426,0                   | Leutershausen-Zweiflingen, südliche Feldflur Vogelherd                                 | 455,0                |                                                                               |
| 203.874    | 138-138    | Sachsaugraben                     | links  | 002,3      | 0003,5    | Leutershausen-Erndorf, Westrand                                                              | 425,0                   | Colmberg-Auerbach, Waldrand um Spielberg, Weiherausfluss                               | 452,0                |                                                                               |
| 203.427    | 138-139?a  | (Graben)                          | links  | 001,1      | 0000,9    | Leutershausen-Erndorf, südlich ggü. Leutershausen-Jochsberg                                  | 425,0                   | Leutershausen, nördlich an St 2245                                                     | 443,0                |                                                                               |
| 202.260    | 138-14     | Hagenbach                         | rechts | 014,4      | 0034,8    | Leutershausen, wenig nordwestlich                                                            | 425,0                   | Gebsattel-Speierhof, südwestlich                                                       | 477,0                |                                                                               |
| 201.316    | 138-152    | Kümmelbach                        | links  | 006,9      | 0008,2    | Leutershausen, Westrand                                                                      | 424,0                   | Leutershausen-Oberramstadt, nordöstlich im Wald um das Horn                            | 495,0                |                                                                               |
| 198.880    | 138-154    | Krämleinsbach                     | links  | 006,2      | 0014,0    | Leutershausen, südöstlich nahe Kläranlage                                                    | 423,0                   | Leutershausen-Tiefenthal, Südrand                                                      | 495,0                |                                                                               |
| 198.748    | 138-156    | Erlbacher Mühlbach / Erlbach      | rechts | 010,8      | 0020,8    | Leutershausen, südsüdöstlich                                                                 | 423,0                   | Schillingsfürst-Ziegelhütte, östlich                                                   | 525,0                |                                                                               |
| 198.418    | 138-157?a  | (Auengraben)                      | rechts | 000,6      | 0000,3    | Leutershausen-Görchsheim, nördlich Bahnlinie                                                 | 423,0                   | Leutershausen, neben Erlbacher Mühlbach                                                | 424,0                |                                                                               |
| 197.544    | 138-157?b  | (Auengraben)                      | links  | 000,6      | 0000,3    | Leutershausen-Rauenbuch                                                                      | 422,0                   | Leutershausen-Rauenbuch, neben der Bahnlinie                                           | 423,0                |                                                                               |
| 195.850    | 138-157?c  | Bannwiesengraben                  | links  | 002,9      | 0002,5    | Leutershausen-Weißenmühle                                                                    | 422,0                   | Leutershausen-Wiedersbach, südöstlich Gewerbepark                                      | 457,0                |                                                                               |
| 195.748    | 138-157?d  | (Auengraben)                      | rechts | 001,3      | 0000,7    | Leutershausen-Weißenmühle, ggü.                                                              | 422,0                   | Leutershausen-Görchsheim, etwas südöstlich                                             | 423,0                |                                                                               |
| 195.177    | 138-157?e  | (Graben)                          | rechts | 001,2      | 0000,5    | Herrieden-Niederdombach, ggü.                                                                | 422,0                   | Aurach-Eyerlohe, vor dem Mönchsholz                                                    | 425,0                |                                                                               |
| 194.826    | 138-157?f  | Waldgraben                        | links  | 001,3      | 0000,6    | Herrieden-Niederdombach, wenig westlich                                                      | 421,0                   | Herrieden-Niederdombach, nordöstlich am Rotenberg                                      | 435,0                |                                                                               |
| 194.597    | 138-158    | Höllmühlbach                      | links  | 005,1      | 0005,4    | Herrieden-Niederdombach, Westrand                                                            | 421,0                   | Ansbach-Wüstenbruck, nordwestlich aus dem Brücklesweiher                               | 468,0                |                                                                               |
| 192.716    | 138-159?a  | Feldgraben                        | rechts | 002,0      | 0000,9    | Herrieden-Neunstetten, Westrand ggü. Altmühle                                                | 421,0                   | Herrieden-Neunstetten, Südwestfuß des Bergs Im Forst                                   | 435,0                |                                                                               |
| 192.470    | 138-16     | Großer Aurachbach / Große Aurach  | rechts | 013,8      | 0031,2    | Herrieden-Neunstetten, ggü.                                                                  | 420,0                   | Leutershausen-Weißenkirchberg, westlich am Waldhang Schloßbuch                         | 520,0                | mehrere Abschnittsnamen, mündet in einem Nebenarm                             |
| 192.030    | 138-172    | Käferbach                         | links  | 005,6      | 0007,8    | Herrieden-Neunstetten                                                                        | 420,0                   | Ansbach-Elpersdorf                                                                     | 490,0                |                                                                               |
| 190.493    | 138-173?a  | Hanggraben                        | links  | 001,4      | 0001,2    | Herrieden, nordwestlich uh. A 6                                                              | 420,0                   | Herrieden, Bürger Wald                                                                 | 460,0                |                                                                               |
| 188.845    | 138-174    | Breitenauer Graben                | rechts | 005,4      | 0008,9    | Herrieden-Mühlbruck, ggü.                                                                    | 420,0                   | Aurach-Burg Wahrberg, etwas westlich                                                   | 490,0                |                                                                               |
| 188-639    | 138-175?a  | Schwarzfeldgraben                 | rechts | 000,9      | 0000,3    | Herrieden-Stegbruck, wenig nördlich                                                          | 420,0                   | Herrieden, Markungsgrenze zu Aurach                                                    | 425,0                |                                                                               |
| 188.053    | 138-175?b  | Mühlfeldgraben                    | links  | 001,3      | 0000,2    | Herrieden-Stegbruck, ggü.                                                                    | 419,0                   | Herrieden, nördlicher Ortsrand                                                         | 477,0                |                                                                               |
| 187.283    | 138-175?c  | Brühlfeldgraben                   | links  | 000,2      | 0000,1    | Herrieden, wenig vor südlichem Ortsrand                                                      | 419,0                   | Herrieden, südlicher Ortsrand                                                          | 421,0                |                                                                               |
| 186.819    | 138-175?d  | Moosgraben                        | rechts | 004,8      | 0003,5    | Herrieden, ggü. Gewerbezone an Neunstetter Straße                                            | 419,0                   | Herrieden-Stadel, westlich im Wald                                                     | 453,0                |                                                                               |
| 186.200    | 138-175?e  | Siechwiesengraben                 | rechts | 000,8      | 0000,1    | Herrieden, ggü. entlang St 2248 von Herrieden-Leibelbach                                     | 419,0                   | Herrieden-Leibelsbach, wenig nördlich                                                  | 421,0                |                                                                               |
| 185.350    | 138-176    | Michelswieser Bach                | rechts | 005,1      | 0009,7    | Herrieden, ggü. südöstlichem Ortsrand                                                        | 418,0                   | Herrieden-Stadel, westsüdwestlich im Wald                                              | 448,0                |                                                                               |
| 185.130    | 138-177?a  | Klingengraben                     | links  | 004,0      | 0001,7    | Herrieden, Kläranlage                                                                        | 418,0                   | Herrieden-Schernberg, Ortslage                                                         | 468,0                |                                                                               |
| 184.848    | 138-177?b  | Ameisengraben                     | links  | 005,3      | 0003,4    | Herrieden-Roth, wenig südwestlich                                                            | 418,0                   | Herrieden-Regmannsdorf, westlicher Waldrand                                            | 475,0                |                                                                               |
| 184.492    | 138-177?c  | Triebgraben                       | rechts | 001,3      | 0000,5    | Herrieden-Roth, ggü.                                                                         | 418,0                   | Herrieden, an AN 54 Leibelbach–Lammelbach                                              | 426,0                |                                                                               |
| 184.164    | 138-177?d  | Peintfeldgraben                   | links  | 001,6      | 0001,4    | Herrieden-Leutenbuch, westlich                                                               | 418,0                   | Herrieden-Roth, nordöstlich                                                            | 420,0                |                                                                               |
| 184.057    | 138-177?e  | Manndorfer Graben                 | rechts | 001,1      | 0000,6    | Herrieden-Winn, wenig nördlich                                                               | 418,0                   | Herrieden-Manndorf, Südrand                                                            | 425,0                |                                                                               |
| 183.564    | 138-178    | Hechelschutzbach                  | rechts | 004,4      | 0007,2    | Herrieden-Winn, wenig nordöstlich                                                            | 418,0                   | Herrieden-Limbach, westlich                                                            | 478,0                |                                                                               |
| 183.401    | 138-179?a  | Leutenbuchgraben                  | links  | 000,4      | 0000,2    | Herrieden-Leutenbuch, wenig südlich                                                          | 418,0                   | Herrieden-Leutenbuch, südlicher Ortsrand                                               | 418,0                |                                                                               |
| 182.460    | 138-179?b  | Schlammerngraben                  | links  | 002,0      | 0001,4    | Bechhofen-Selingsdorf, ggü.                                                                  | 418,0                   | Herrieden-Leutenbuch, nordöstlich am Schulberg                                         | 423,0                |                                                                               |
| 181.861    | 138-18     | Schreinermühlbach                 | links  | 007,6      | 0019,3    | Herrieden-Velden, südlich                                                                    | 418,0                   | Ansbach-Dautenwinden, Ortslage                                                         | 480,0                |                                                                               |
| 179.565    | 138-181?a  | Karlsgraben                       | links  | 001,1      | 0000,9    | Bechhofen-Winkel, südöstlich im Winklerfeld                                                  | 418,0                   | Bechhofen-Winkel, westlicher Ortsrand                                                  | 420,0                |                                                                               |
| 179.555    | 138-181?b  | Seegraben                         | rechts | 003,2      | 0003,1    | Bechhofen-Thann, östlich                                                                     | 418,0                   | Bechhofen-Kaudorf, westlicher Ortsrand                                                 | 460,0                |                                                                               |
| 179.065    | 138-192    | Hesselbach                        | links  | 008,0      | 0011,3    | Bechhofen-Winkel, südöstlich an Gemeindegrenze zu Burgoberbach                               | 418,0                   | Ansbach-Hohe Fichte, östlich der A 13                                                  | 479,0                |                                                                               |
| 178.509    | 138-194    | Irrebach                          | links  | 010,8      | 0017,8    | Burgoberbach-Sommersdorf, westsüdwestlich an Gemeindegrenze zu Bechhofen                     | 418,0                   | Burgoberbach, Ortsrand                                                                 | 472,0                |                                                                               |
| 178.256    | 138-195?a  | Rotklingengraben                  | rechts | 001,9      | 0001,4    | Bechhofen-Weidendorf, etwas nördlich                                                         | 418,0                   | Bechhofen-Liebersdorf, nordwestlich                                                    | 450,0                |                                                                               |
| 177.489    | 138-195?b  | Schafgraben                       | links  | 001,1      | 0000,8    | Bechhofen-Kleinried, westlich                                                                | 418,0                   | Burgoberbach-Sommersdorf, westlich                                                     | 418,0                | südlicher Mündungsarm des Irrebachs                                           |
| 176.114    | 138-195?c  | Roßbachgraben                     | rechts | 003,6      | 0005,0    | Bechhofen-Großenried, östlich                                                                | 416,7                   | Bechhofen-Liebersdorf, wenig westlich                                                  | 445,0                |                                                                               |
| 175.975    | 138-195?d  | (Raingraben)                      | links  | 001,5      | 0000,6    | Bechhofen-Kleinried, östlich                                                                 | 416,0                   | Bechhofen-Kleinried, nordöstlich am Gemeindedreieck Weidenbach/Marktoberbach/Bechhofen | 422,0                |                                                                               |
| 175.450    | 138-195?e  | (Raingraben)                      | links  | 000,9      | 0000,3    | Bechhofen-Aub, südwestlich                                                                   | 416,0                   | Bechhofen-Aub, nordwestlich                                                            | 419,0                |                                                                               |
| 175.324    | 138-195?f  | (Weggraben)                       | rechts | 001,1      | 0000,3    | Bechhofen-Aub, ggü.                                                                          | 416,0                   | Bechhofen-Großenried, östlich                                                          | 422,0                |                                                                               |
| 174.051    | 138-195?g  | Betzengraben                      | links  | 002,9      | 0003,2    | Ornbau-Haag, wenig südlich                                                                   | 416,0                   | Weidenbach-Esbach, nordöstlich an St 2220                                              | 441,0                |                                                                               |
| 172.620    | 138-196    | Wannenbach                        | links  | 006,1      | 0008,3    | Ornbau-Haag, südöstlich                                                                      | 416,0                   | Weidenbach, etwas nördlich                                                             | 451,0                |                                                                               |
| 172.594    | 138-197?a  | Mörlachgraben                     | rechts | 004,0      | 0003,8    | Bechhofen-Mörlach, östlich                                                                   | 416,0                   | Bechhofen-Großenried, südlich nahe St 2221                                             | 431,0                |                                                                               |
| 172.371    | 138-197?b  | Oberer Wasengraben                | links  | 002,0      | 0001,9    | Ornbau-Oberndorf, wenig nordwestlich                                                         | 416,0                   | Ornbau, nordwestlicher Ortsrand                                                        | 420,0                | in Altschlinge                                                                |
| 171.406    | 138-197?c  | Eggerfeldgraben                   | links  | 000,4      | 0000,1    | Ornbau-Oberndorf, südlich                                                                    | 416,0                   | Ornbau-Oberndorf, südöstlich im Riedlein                                               | 429,0                |                                                                               |
| 169.973    | 138-2      | Wieseth                           | rechts | 031,8      | 0127,3    | Ornbau, wenig vor südwestlichem Ortsrand                                                     | 416,0                   | Aurach-Weinberg, Ortslage                                                              | 510,0                | Stationierung des Hauptmündungsastes                                          |
| 169.442    | 138-311?a  | Bimswinkelgraben                  | links  | 000,7      | 0000,2    | Ornbau, Südrand                                                                              | 416,0                   | Ornbau, Feldflur, Riedlein                                                             | 418,0                |                                                                               |
| 167.454    | 138-311?b  | Roßgraben                         | links  | 001,0      | 0000,4    | Ornbau, nach Kläranlage                                                                      | 414,9                   | Ornbau, Südrand                                                                        | 415,3                | Nebenarm                                                                      |
| 165.438    | 138-311?c  | Schlegelsbühlgraben/Häfelesgraben | links  | 001,4      | 0003,8    | Ornbau, südöstliche Flur Schlegelsbühl, Gemeindegrenze zu Merkendorf                         | 414,8                   | Ornbau, südöstliche Flur                                                               | 414,9                | Nebenarm                                                                      |
| 164.558    | 138-312    | Heglauer Mühlbach                 | links  | 012,2      | 0020,6    | Muhr am See, nordwestliche Flur, an Grenze zu Ornbau                                         | 414,7                   | Merkendorf-Großbreitenbronn, Waldrand des Gibitzen                                     | 459,0                |                                                                               |
| 163.941    | 138-313?a  | Ettergraben                       | links  | 000,6      | 0000,1    | Muhr am See, nordwestliche Flur, neben dem Nesselbachzuleiter zum Altmühlsee                 | 414,7                   | Muhr am See, nordwestliche Flur, neben dem Mühlholzfeld                                | 415,0                | Mündungsarm des Heglauer Mühlbachs                                            |
| 163.572    | 138-313?b  | Holzgraben                        | links  | 002,0      | 0000,9    | Muhr am See, Nordrand                                                                        | 414,7                   | Muhr am See, Nordostrand im Gewann Mullern                                             | 450,0                |                                                                               |
| 162.565    | 138-313?c  | Steckelesgraben                   | rechts | 003,2      | 000?      | Muhr am See, Südwestrand im Gewann Raumlach                                                  | 414,0                   | Ornbau. südliche Flurspitze Eicha                                                      | 414,3,0              | sammelt rechte Altmühl-Abzweige, mündet unter dem Nesselbachzuleiter hindurch |
| 160.930    | 138-313?d  | Judengraben                       | links  | 001,0      | 0000,6    | Muhr am See, vor Sportboothafen                                                              | 414,0                   | Muhr am See, Südrand                                                                   | 415,0                |                                                                               |
| 160.683    | 138-313?e  | Steingraben                       | links  | 003,2      | 0002,5    | Muhr am See, Sportboothafen                                                                  | 414,0                   | Gunzenhausen-Büchelberg                                                                | 428,0                |                                                                               |
| 160.181    | 138-314    | Laubenzedeler Mühlbach            | links  | 007,1      | 0010,1    | Gunzenhausen-Laubenzedel                                                                     | 414,0                   | Haundorf-Gräfensteinberg, nördliche Flur Lehen                                         | 490,0                |                                                                               |
| 158.756    | 138-315?a  | Koppenweihergraben                | links  | 004,1      | 0004,3    | Gunzenhausen-Schlungenhof, Bad im Kitzwasen                                                  | 414,0                   | Haundorf-Geislohe, südlicher Flurrand zum Wald                                         | 439,0                |                                                                               |
| 157.736    | 138-315?b  | Heidweihergraben                  | links  | 005,5      | 0006,6    | Gunzenhausen-Schlungenhof, Sportboothafen                                                    | 414,0                   | Gunzenhausen-Frickenfelden, Nordrand                                                   | 440,0                |                                                                               |
| 157.361    | 138-32     | Walder Altmühl                    | rechts | 006,5      | 0052,1    | Gunzenhausen, nordwestlich                                                                   | 412,0                   | Gunzenhausen-Streudorf, westsüdwestlicher Waldrand                                     | 438,0                |                                                                               |
| 157.151    | 138-331?a  | Walkweihergraben                  | links  | 002,2      | 0002,0    | Gunzenhausen, nordwestlich                                                                   | 412,0                   | Gunzenhausen, Nordrand, aus dem Walkmühlweiher                                         | 420,0                |                                                                               |
| 156.827    | 138-332    | Wurmbach                          | rechts | 012,9      | 0043,5    | Gunzenhausen, Westrand, Bahnbrücke                                                           | 412,0                   | Westheim-Ostheim, Wald um Wachtlerberg                                                 | 511,0                |                                                                               |
| 156.283    | 138-3331?a | Kleiner Wurmbach                  | rechts | 002,1      | 0000,3    | Gunzenhausen, ggü. Stadtkern                                                                 | 412,0                   | Gunzenhausen-Unterwurmbach, Nordwestrand                                               | 415,0                |                                                                               |
| 154.901    | 138-3331?b | Augraben/Hackengraben             | rechts | 001,6      | 0003,7    | Gunzenhausen-Aha, etwas nördlich                                                             | 412,0                   | Gunzenhausen-Scheupeleinsmühle                                                         | 414,0                | Abzweig des Kleinen Wurmbachs, mündet in Altarmschlinge                       |
| 154.050    | 138-3331?c | Hackengraben                      | rechts | 000,8      | 0001,5    | Gunzenhausen-Aha, Sportplatz                                                                 | 412,0                   | Gunzenhausen-Aha, an B 13                                                              | 412,0                | mündet in Altarmschlinge                                                      |
| 152.441    | 138-3331?d | Naßwiesengraben                   | rechts | 001,1      | 0000,5    | Gunzenhausen-Aha, südöstliche Flur                                                           | 412,0                   | Gunzenhausen-Aha, südöstliche Flur                                                     | 412,0                | verbindet zwei Altarmschlingen                                                |
| 152.427    | 138-3331?e | Pflaumfelder Graben               | rechts | 004,6      | 0005,2    | Gunzenhausen-Aha, Gemeindegrenze zu Dittenheim                                               | 412,0                   | Gunzenhausen-Pflaumfeld, südwestliche Waldflur Erzgruft                                | 470,0                | mündet in Altarmschlinge                                                      |
| 151.873    | 138-3331?f | Luisengraben                      | links  | 002,8      | 0003,7    | Gunzenhausen-Unterasbach, etwas westlich                                                     | 411.7                   | Gunzenhausen, Südrand, Kläranlage                                                      | 412,0                | mündet in Altarmschlinge                                                      |
| 151.431    | 138-3331?g | Schlangenbach                     | rechts | 006,9      | 0014,1    | Dittenheim-Windsfeld, nördliche Flur Erzwiesen                                               | 411.7                   | Dittenheim-Sammenheim, westliche Flur                                                  | 482,0                |                                                                               |
| 150.457    | 138-3331?h | Dornhauser Mühlbach               | links  | 006,7      | 0016,3    | Theilenhofen-Dornhausen, westliche Flur                                                      | 411,7                   | Theilenhofen-Rittern                                                                   | 480,0                | in einen Seitenarm um das Jägersried                                          |
| 149.065    | 138-335?a  | Wachsteiner Bach                  | links  | 003,0      | 0002,1    | Theilenhofen-Wachstein, westliche Flur                                                       | 411,6                   | Theilenhofen, Westrand                                                                 | 475,0                | mündet in den altmühlparallelen Wolfsgraben, s. u.                            |
| 148.638    | 138-335?b  | Weidachgraben                     | links  | 002,6      | 0002,5    | Theilenhofen-Wachstein, südwestliche Flur                                                    | 411,5                   | Theilenhofen, südliche Flur Gestochet, Weiherabfluss                                   | 453,0                | mündet in den altmühlparallelen Wolfsgraben, s. u.                            |
| 148.111    | 138-335?c  | Oberer Altmühlgraben              | rechts | 002,1      | 0004,0    | Dittenheim, östliche Flur                                                                    | 411,5                   | Dittenheim-Windsfeld, Ostrand                                                          | 412,0                | in einen Nebenarm                                                             |
| 147.454    | 138-335?d  | Wolfsgraben                       | links  | 001,7      | 0006,7    | Theilenhofen-Gundelsheim, wenig westlich                                                     | 411,5                   | Theilenhofen-Wachstein, westliche Flur Obere Altmühlwiesen                             | 411,5                | stationiert auf untere Mündung; nimmt Wachsteiner Bach und Weidachgraben auf  |
| 147.299    | 138-335?e  | Dittenheimer Mühlbach             | rechts | 005,0      | 0005,1    | Dittenheim, östliche Gemeindegrenze                                                          | 411,5                   | Dittenheim, südwestlich, Waldhang der Gelben Bürg                                      | 550,0                |                                                                               |
| 144.289    | 138-335?f  | Altmühlbeigraben                  | links  | 001,6      | 0001,6    | Alesheim, südwestliche Flur Altmühlwiesen                                                    | 411,0                   | Alesheim-Wachenhofen, südwestliche Flur                                                | 412,0                | Nebenarm mit Auengraben-Oberlauf                                              |
| 143.479    | 138-335?g  | Weihergraben                      | links  | 003,8      | 0005,1    | Alesheim, südwestlich                                                                        | 411,0                   | Alesheim-Wachenhofen, nordöstlich, Kühweiher                                           | 445,0                |                                                                               |
| 143.479    | 138-336    | Störzelbach                       | links  | 009,2      | 0026,4    | Alesheim-Trommetsheim, Fischerhaus                                                           | 411,0                   | Ellingen-Stopfenheim, nördlich, Waldrand                                               | 473,0                | nimmt zuletzt den Nebengraben Störzelgraben auf                               |
| 143.021    | 138-337?a  | Meinheimer Mühlbach               | rechts | 007,0      | 0016,8    | Meinheim, östlicher Gemeinderand                                                             | 411,0                   | Meinheim-Kurzenaltheim, westlich, Hang des Hahnenkamms                                 | 545,0                |                                                                               |
| 141.902    | 138-337?b  | Lüßgraben                         | links  | 003,0      | 0005,2    | Alesheim-Trommetsheim, wenig südwestlich                                                     | 411,0                   | Weißenburg-Kattenhochstatt, westlicher Ortsrand                                        | 428,0                | in den Altarm bei Trommetsheim                                                |
| 141.682    | 138-337?c  | Vorderer Graben/Hagenbach         | rechts | 002,2      | 0001,9    | Markt Berolzheim, nordöstliche Flur Au                                                       | 411,0                   | Markt Berolzheim, nordwestliche Flur Hörnlein                                          | 455,0                |                                                                               |
| 140.797    | 138-337?d  | Berolzheimer Mühlbach             | rechts | 003,0      | 0004,8    | Markt Berolzheim, östliche Flur Espan                                                        | 411,0                   | Markt Berolzheim, über Burgstall Steinhaus                                             | 505,0                |                                                                               |
| 140.595    | 138-337?e  | (Graben)                          | rechts | 002,0      | 0001,4    | Markt Berolzheim, östliche Flur Lengenfeld                                                   | 411,0                   | Markt Berolzheim, wenig südlich am Naturschutzgebiet Buchleite                         | 480,0                |                                                                               |
| 138.643    | 138-337?f  | Lohgraben                         | links  | 005,2      | 0007,7    | Treuchtlingen-Bubenheim, nordwestliche Flur Innere Wasserwiesen                              | 410,0                   | Weißenburg in Bayern-Holzingen, südwestliche Flur am Hungerberg                        | 450,0                |                                                                               |
| 137.809    | 138-337?   | Bachklingengraben                 | rechts | 001,2      | 0000,7    | Treuchtlingen-Wettelsheim, nördliche Flur Fritten                                            | 410,0                   | Treuchtlingen-Wettelsheim, wenig nordwestlich am Geisberg                              | 440,0                |                                                                               |
| 137.153    | 138-338    | Rohrach („Östliche“)              | rechts | 012,0      | 0029,1    | Treuchtlingen-Wettelsheim, an Zollmühle                                                      | 410,0                   | Heidenheim-Degersheim, etwas östlich                                                   | 557,0                |                                                                               |
| 132.558    | 138-339?a  | Altmühlgraben                     | rechts | 001,3      | 0001,0    | Treuchtlingen, Ostrand Stadtmitte ggü. Kästleinsmühle                                        | 410,0                   | Treuchtlingen, Gstadt                                                                  | 410,0                | mündet in einen Altarm                                                        |
| 132.544    | 138-339?b  | Kästleinsmühlbach, auch Schambach | links  | 002,5      | 0003,1    | Treuchtlingen, Kästleinsmühle, etwas westlich                                                | 410,0                   | Treuchtlingen, Schambach, etwas südwestlich                                            | 418,0                | rechter Abzweig des unteren Schambachs                                        |
| 130.946    | 138-34     | Möhrenbach                        | rechts | 019,1      | 0127,8    | Treuchtlingen, Kläranlage                                                                    | 408,0                   | Otting, westlich im Wald Oberer Schlag                                                 | 510,0                |                                                                               |
| 192.717    | 138-352    | (Zulauf)                          | links  | 001,7      | 0000,7    | Treuchtlingen, Dietfurt in Mittelfranken, ggü.                                               | 405,0                   | Treuchtlingen, Ostrand                                                                 | 415,0                |                                                                               |
| 129.574    | 138-36     | Schambach                         | links  | 014,2      | 0098,0    | Treuchtlingen, Dietfurt in Mittelfranken, ggü.                                               | 405,0                   | Weißenburg in Bayern, Laubenthal, etwas nordöstlich                                    | 480,0                |                                                                               |
| 128.403    | 138-372    | Hungerbach                        | rechts | 002,8      | 00011,0   | Treuchtlingen, Dietfurt in Mittelfranken, etwas südlich                                      | 405,0                   | Langenaltheim, Höfen, östlich im Wald                                                  | 450,0                |                                                                               |
| 124.203    | 138-374    | Eichwiesengraben                  | links  | 001,1      | 0006,1    | Pappenheim, Campingplatz                                                                     | 405,0                   | Pappenheim, Siedlungsteil Am Auer Bichel, südlich                                      | 405,0                | Auenbach                                                                      |
| 110.248    | 138-38     | Gailach                           | rechts | 021,7      | 0078,7    | Mörnsheim, Altendorf                                                                         | 400,0                   | Monheim, Kreut                                                                         | 520,0                |                                                                               |
| 100.751    | 138-392    | Lohgraben                         | links  | 006,2      | 0013,3    | Dollnstein, Bubenrothermühle, ggü.                                                           | 394,0                   | Dollnstein, Ried, Ortsrand                                                             | 405,0                | Oberlaufname Moosgraben, quert die Altmühl über Düker                         |
| 095.391    | 138-393?a  | Hüttenbach                        | links  | 000,3      | 0000,4    | Dollnstein, Obereichstätt                                                                    | 390,0                   | Dollnstein, Obereichstätt, ehem. Steinbruch                                            | 395,0                | Karstquellenabfluss                                                           |
| 090.119    | 138-393?b  | (Auengraben)                      | rechts | 002,1      | 0001,3    | Eichstätt, Rebdorf, ggü.                                                                     | 385,0                   | Eichstätt, Wasserzell, ggü                                                             | 390,0                | Auengraben, quert die Altmühl über Dücker                                     |
| 087.390    | 138-393?c  | Kapellenbach                      | links  | 000,4      | 0000,3    | Eichstätt, nahe Herzogsteg                                                                   | 385,0                   | Eichstätt, Mariahilf-Kapelle                                                           | 400,0                | Karstquellenabfluss                                                           |
| 082.902    | 138-393?d  | Gießgraben                        | links  | 000,8      | 0001,8    | Eichstätt, Landershofen, südwestlich                                                         | 384,0                   | Eichstätt, Landershofen, wenig westlich                                                | 400,0                | Trockental-Unterlauf                                                          |
| 079.031    | 138-393?e  | Pfünz                             | rechts | 002,6      | 0047,0    | Walting, Pfünz, Almosmühle, ggü.                                                             | 382,0                   | Walting, Pfünz, vor Trockentalsporn Gausberg                                           | 389,0                | weitere versickernde Oberläufe                                                |
| 078.877    | 138-393?f  | (Zufluss)                         | links  | 000,2      | 0000,4    | Walting, Pfünz, Almosmühle                                                                   | 382,0                   | Walting, Pfünz, Almosmühle                                                             | 400,0                | Karstquellenabfluss                                                           |
| 076.060    | 138-393?g  | Lohgraben                         | rechts | 002,5      | 0006,6    | Walting, südlich                                                                             | 380,3                   | Walting, Inching, ggü.                                                                 | 381,0                | Auengraben                                                                    |
| 075.367    | 138-393?h  | Lohgraben                         | links  | 000,7      | 0000,3    | Walting, Ortsrand, ggü. Mühle                                                                | 380,0                   | Walting, südlich                                                                       | 380,0                | Auengraben                                                                    |
| 071.338    | 138-393?i  | Mühlbach                          | links  | 000,7      | 0001,9    | Walting, Isenbrunn, südlich                                                                  | 375,0                   | Walting, Isenbrunn, Ortslage                                                           | 380,0                |                                                                               |
| 071.124    | 138-393?j  | Oberer Augraben                   | rechts | 001,3      | 0001,0    | Walting, Pfalzpaint, Nordwestrand                                                            | 375,0                   | Walting, Pfalzpaint, südwestliche Flur Au ggü. Rieshofen                               | 380,0                | Auengraben                                                                    |
| 070.510    | 138-393?k  | Wiesgraben                        | links  | 001,2      | 0001,2    | Walting, Pfalzpaint, ggü., Kläranlage                                                        | 375,0                   | Walting, Isenbrunn, Ortsrand                                                           | 380,0                | Auengraben, unbeständig                                                       |
| 066.682    | 138-394    | Schambach                         | rechts | 003,7      | 0041,9    | Kipfenberg, Arnsberg, Südrand                                                                | 375,0                   | Kipfenberg, Arnsberg, Parkplatz an EI 10 vor Talsteige nach Böhmfeld                   | 390,0                | Lauf in Trockentalfortsetzung                                                 |
| 062.470    | 138-395?a  | Etzgraben                         | rechts | 000,3      | 0000,3    | Kipfenberg, Böhming, westliche Flur Auwiesen                                                 | 375,0                   | Kipfenberg, Böhming, westliche Flur Auwiesen                                           | 375,0                | Augraben                                                                      |
| 059.793    | 138-395?b  | Kastenwiesengraben                | rechts | 000,6      | 0000,4    | Kipfenberg, vor Altmühlbrücke                                                                | 375,0                   | Kipfenberg, Südrand Campingplatz                                                       | 375,0                | Auengraben                                                                    |
| 059.755    | 138-396    | Birktalbach                       | rechts | 008,3      | 0053,3    | Kipfenberg, Altmühlbrücke                                                                    | 375,0                   | Kipfendorf, Schelldorf, östlich                                                        | 485,0                | Oberlauf unbeständig                                                          |
| 058.236    | 138-397?a  | Bach aus dem Grüntopf             | rechts | 000,2      | 0000,3    | Kipfenberg, Grösdorf, Siedlungsteil rechts der Altmühl                                       | 372,0                   | Kipfenberg, Grösdorf, Siedlungsteil rechts der Altmühl                                 | 390,0                | Karstquellenabfluss                                                           |
| 053.489    | 138-4      | Schwarzach                        | links  | 052,9      | 0510,5    | Kinding, Südrand                                                                             | 372,0                   | Postbauer-Heng, Buch, Kläranlage                                                       | 472,0                |                                                                               |
| 050.365    | 138-512    | Augraben                          | rechts | 002,5      | 0002,7    | Kinding, Unteremmendorf, etwas westlich                                                      | 370,0                   | Kinding, südöstlich                                                                    | 371,0                | Auengraben                                                                    |
| 050.117    | 138-514    | Mühlbach                          | rechts | 001,3      | 0005,5    | Markt Kinding, Unteremmendorf, Brücke                                                        | 370,0                   | Markt Kinding, Unteremmendorf, Quelle östlich am Hang                                  | 410,0                |                                                                               |
| 049.258    | 138-515?a  | Mühlbach                          | rechts | 000,3      | 0000,0    | Kinding, Unteremmendorf, östlich                                                             | 370,0                   | Kinding, Unteremmendorf, Quelle östlich am Hang                                        | 410,0                | dieselbe Quelle wie der vorige                                                |
| 046.299    | 138-516    | (Unterhangzufluss)                | links  | 000,8      | 0000,7    | Kinding, Badanhausen, östlich                                                                | 366,0                   | Kinding, Badanhausen, Westrand zum Hang                                                | 390,0                |                                                                               |
| 045.866    | 138-517?a  | (Zufluss)                         | rechts | 000,3      | 0000,1    | Kinding, Kirchanhausen, Nordrand                                                             | 366,0                   | Kinding, Kirchanhausen, bei Kirche                                                     | 380,0                |                                                                               |
| 044.752    | 138-52     | Seegraben                         | links  | 001,8      | 0003,7    | Beilngries, Südrand, Sportplätze                                                             | 363,0                   | Beilngries, südwestlich nahe St 2230                                                   | 366,0                | Auengraben                                                                    |
| 043.763    | 138-54     | Sulz                              | links  | 002,6      | 0006,6    | Beilngries, Südrand                                                                          | 363,0                   | Beilngries, Nordrand                                                                   | 372,0                | Ausleitung aus Main-Donau-Kanal                                               |
| 039.208    | 138-552    | (Auengraben)                      | links  | 001,1      | 0000,4    | Beilngries, Kottingwörthermühle, ggü.                                                        | 362,0                   | Beilngries, Kottingwörth, Sportplätze                                                  | 363,0                |                                                                               |
| 039.005    | 138-56     | (Auengraben)                      | rechts | 004,8      | 0006,9    | Beilngries, Kottingwörthermühle, östlich                                                     | 362,0                   | Beilngries, Flugplatz, westlich                                                        | 366,0                | mündet im Mühlkanal der Mühle                                                 |
| 036.475    | 138-58     | (Auengraben)                      | links  | 003,3      | 0002,2    | Dietfurt an der Altmühl, Töging, Südrand                                                     | 360,0                   | Beilngries, Kottingwörth, nördlich                                                     | 365,0                | unbeständig                                                                   |
| 034.685    | 138-592    | (Auengraben)                      | links  | 001,9      | 0002,2    | Dietfurt an der Altmühl, Töging, nordöstlich                                                 | 355,0                   | Dietfurt an der Altmühl, Töging, Südrand                                               | 362,0                | mündet über Altarm                                                            |
| 034.000    | 138-6      | Main-Donau-Kanal (Bergstrecke)    | links  | 034,5      | 0226,1    | Dietfurt an der Altmühl, südwestlich                                                         | 355,0                   | Hilpoltstein, bei Pierheim                                                             | 406,0                | Länge usw. ab Scheitelhaltung; Altmühl fließt im Kanalbett weiter             |
| 033.914    | 138-88     | Weiße Laber                       | links  | 044,7      | 0356,7    | Dietfurt an der Altmühl, Herrnmühle                                                          | 355,0                   | Neumarkt in der Oberpfalz, Voggenthal, westlich                                        | 558,0                |                                                                               |
| 030.981    | 138-914?a  | Mühlbach                          | links  | 001,4      | 0005,3    | Dietfurt an der Altmühl, Mühlbach, südlich                                                   | 355,0                   | Dietfurt an der Altmühl, Mühlbach, Ortslage                                            | 380,0                | Karstquellenablauf; mündet in Kanalrest                                       |
| 028.342    | 138-915?a  | Güßgraben                         | rechts | 001,4      | 0006,9    | Riedenburg, Deising, oh. Kanalbrücke                                                         | 355,0                   | Riedenburg, Deising, Stadtgemarkungsgrenze im westlichen Höhenwald                     | 450,0                |                                                                               |
| 027.976    | 138-915?b  | Abfluss der Petrusquelle          | rechts | 000,4      | 0000,1    | Riedenburg, Deising, Südostrand                                                              | 355,0                   | Riedenburg, Deising, Ortslage                                                          | 350,0                | aus Karstquelltopf                                                            |
| 026.601    | 138-916    | Altmühlmünster Bach               | rechts | 003,4      | 0061,1    | Riedenburg, Deising, südlich                                                                 | 355,0                   | Riedenburg, Altmühlmünster, südwestlich                                                | 385,0                |                                                                               |
| 022.366    | 138-919?a  | Abfluss der Karstquelle Gundlfing | links  | 000,6      | 0004,6    | Riedenburg, Gundlfing, südöstlich                                                            | 355,0                   | Riedenburg, Gundling, Ortslage                                                         | 360,0                | mündet in Altarm                                                              |
| 017.913    | 138-92     | Schambach                         | rechts | 016,3      | 0138,8    | Riedenburg, über Stadtweiher                                                                 | 346,6                   | Markt Altmannstein, Schamhaupten, Ortslage                                             | 405,0                | Karstquelle                                                                   |
| 014.389    | 138-991?a  | Abfluss der Karstquelle Prunn     | links  | 000,6      | 0001,3    | Riedenburg, Prunn, südöstlich                                                                | 346,6                   | Riedenburg, Prunn, Ortslage                                                            | 355,0                | Karstquelle                                                                   |
| 011.314    | 138-991?b  | Bach aus dem Galgental            | rechts | 002,6      | 0004,2    | Essing, Felsenhäusl, ggü.                                                                    | 346,6                   | Kelheim, Schwaben, nördlicher Waldrand                                                 | 425,0                |                                                                               |
| 010.301    | 138-992    | Weihermühlbach                    | links  | 000,5      | 0000,1    | Essing, Weihermühle, Südostrand                                                              | 346,6                   | Essing, Weihermühle, Nordwestrand                                                      | 355,0                | Karstquelle „Kleiner“ Blautopf; mündet über Kanalrest                         |
| 001.300    | 138-998    | Kleine Donau                      | rechts | 002,2      | 0002,3    | Kelheim, Bad, ggü.                                                                           | 338,0                   | Kelheim, Alleestraße, Altmühlabzweig Schleifergraben                                   | 338,0                | diente z. T als Stadtgraben                                                   |

1. ↑  Länge, nach LUBW-FG10 (Datensatzeinträge).
2. ↑  Gewässerkennzahl (GKZ), hier zur besseren Lesbarkeit mit eingefügtem Trenner hinter dem Präfix, welches einheitlich für den allen gemeinsamen Vorfluter steht.

## Detaillierte Liste der Zuflüsse der Altmühl

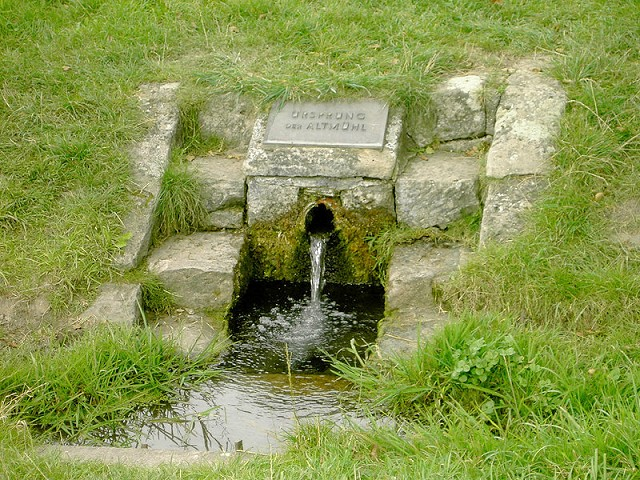
Ursprung der Altmühl bei der Siedlung Erlach

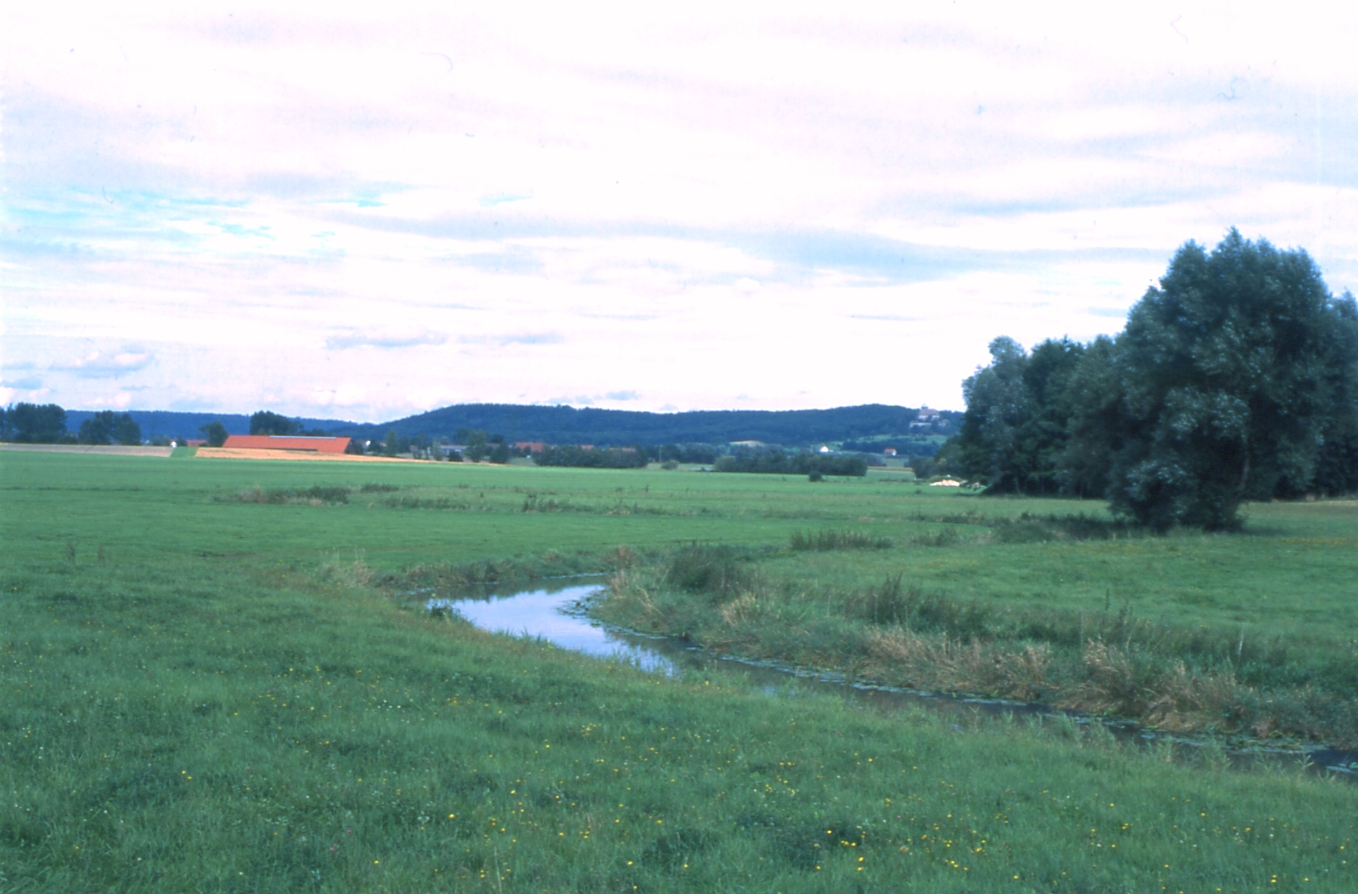
Die Altmühl bei Leutershausen

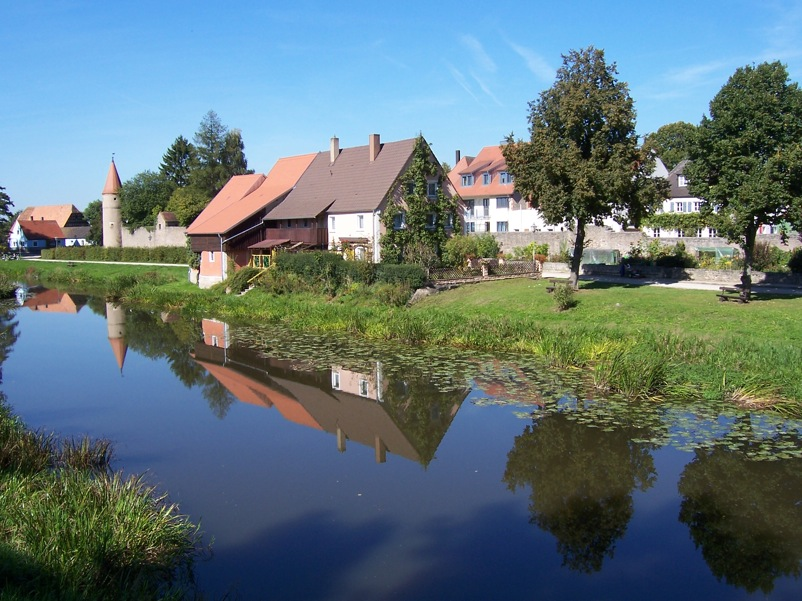
Die Altmühl bei Ornbau

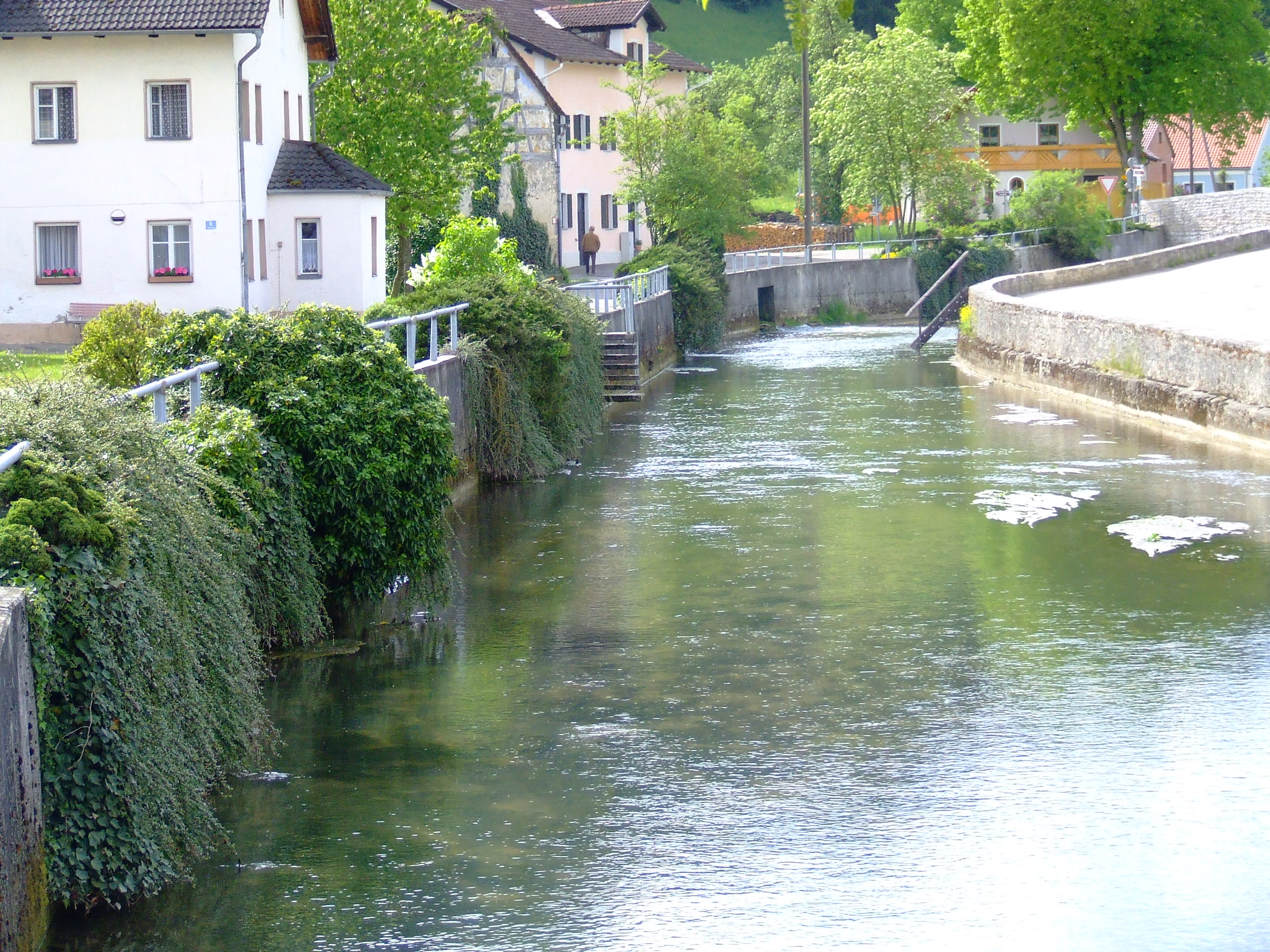
Die Gailach in Mühlheim

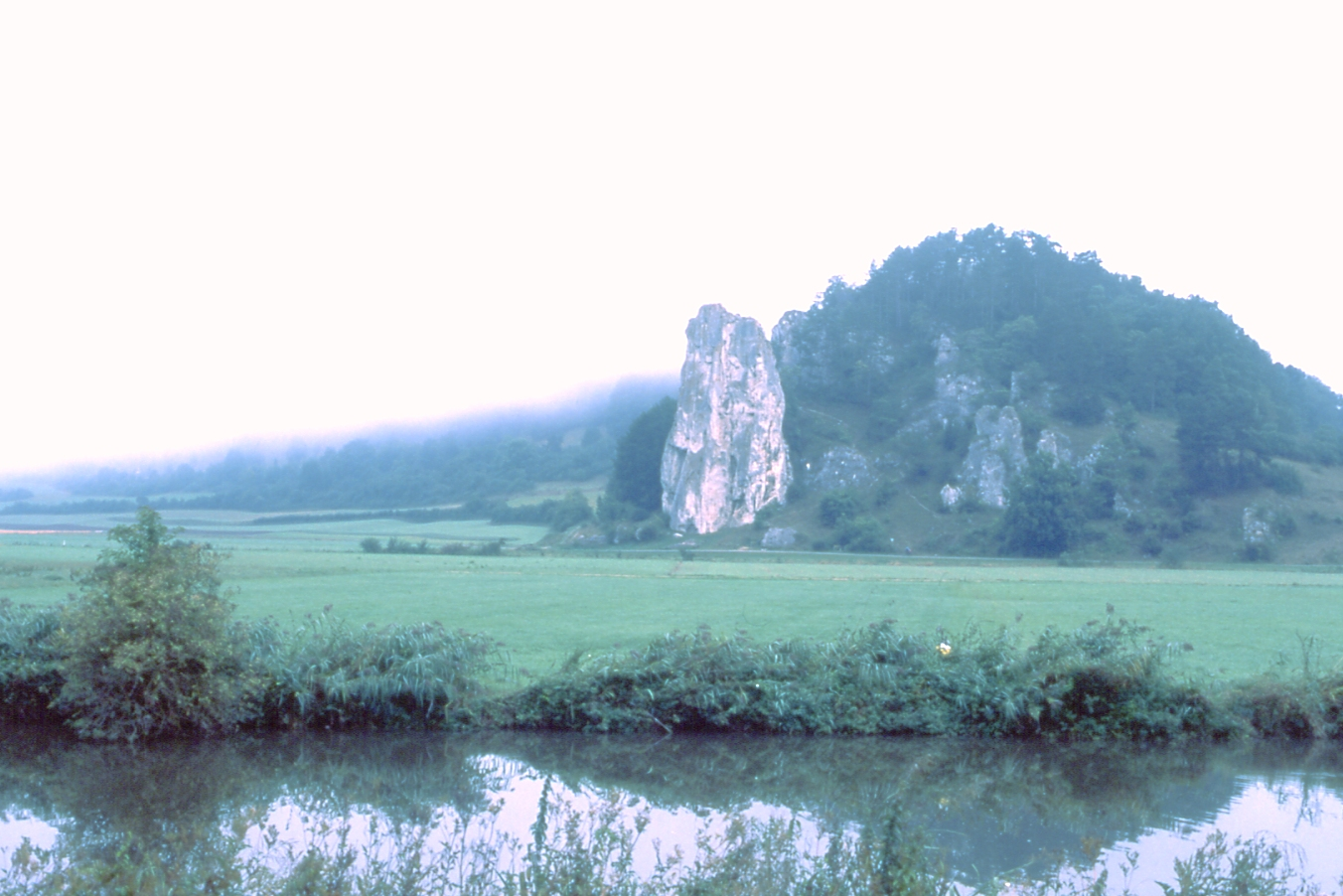
Die Altmühl bei Dollnstein

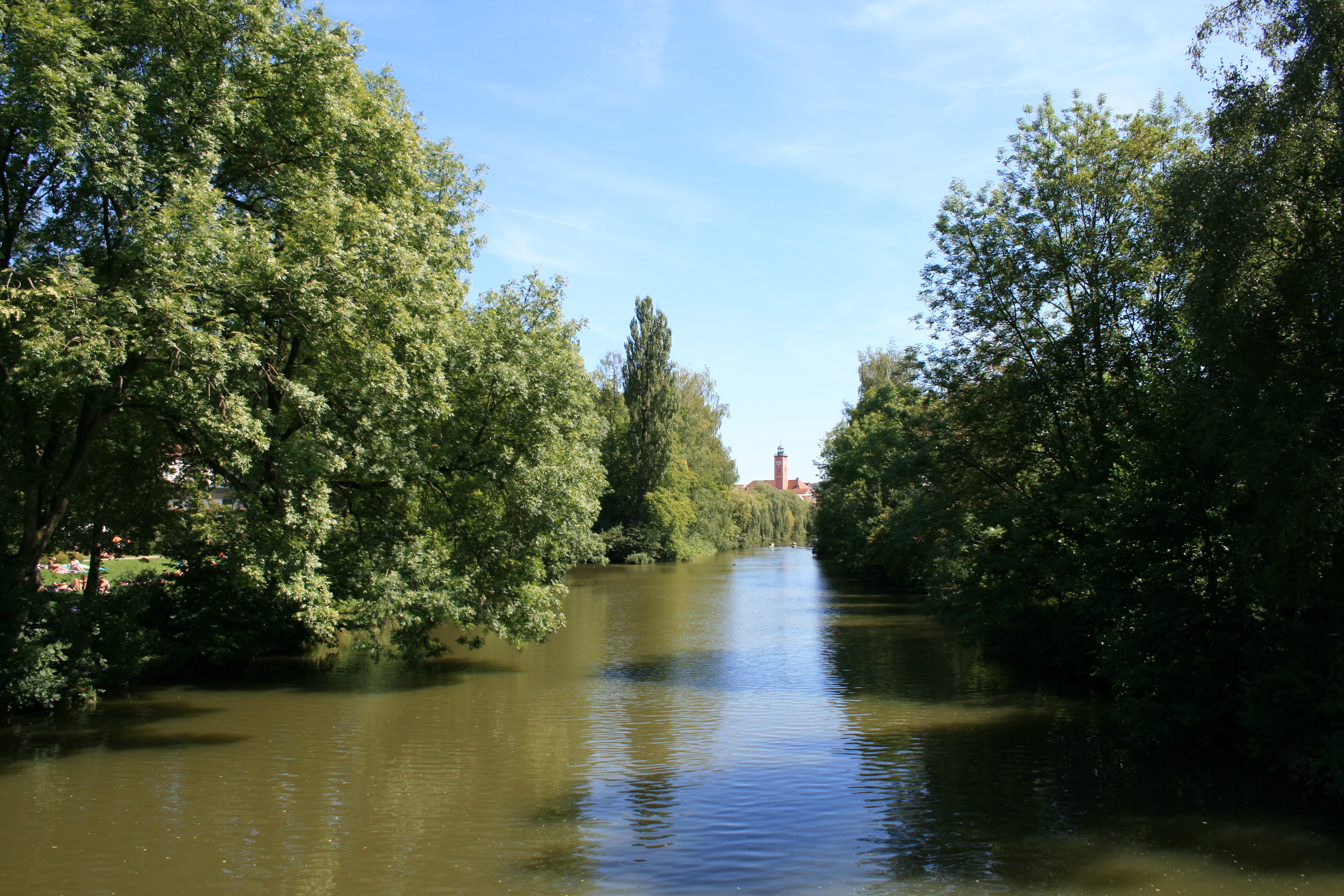
Die Altmühl bei Eichstätt

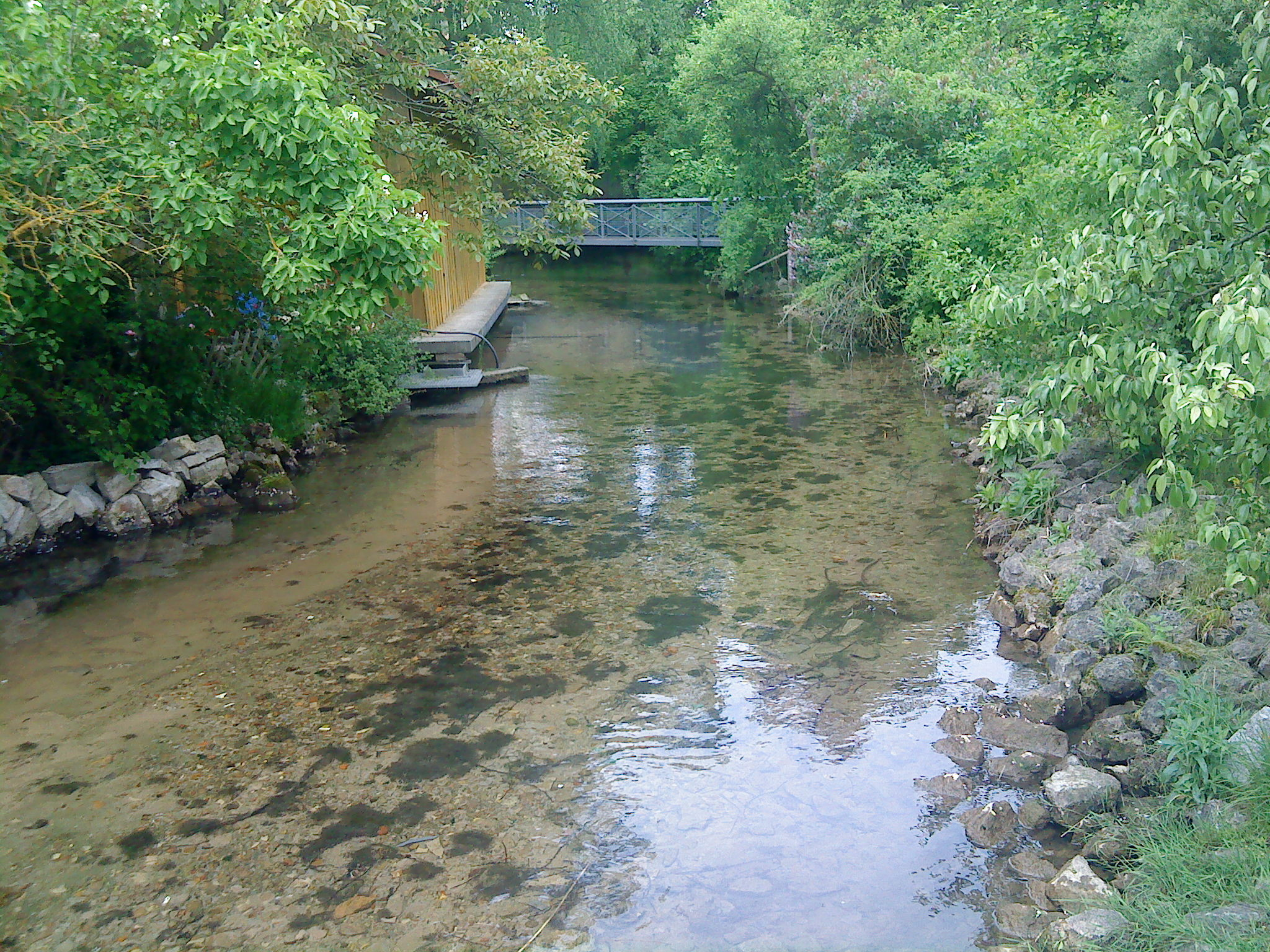
Der Mühlbach in Dietfurt-Mühlbach

Liste der Zuflüsse und  Seen der Altmühl von der Quelle zur Mündung sowie der bedeutenderen benannten Trockentäler im Frankenjura.

Mühlkanäle werden meist nicht mit aufgeführt, ebenso wenig die zahlreichen kleinräumigen Flussteilungen und Altarme spätestens ab dem Mittellauf, auch fehlen auch viele der namenlosen Entwässerungsgräben, die meist ohne offenen Zufluss von den Hängen in der breiten und flachen Aue neben dem Fluss laufen. Ebenso wenig genannt werden meist die Restabschnitte des Ludwig-Donau-Main-Kanals neben der Unterlaufstrecke im Main-Donau-Kanal. Erwähnt wurden dagegen die großen Abzweige, wie etwa der Altmühlzuleiter.

Name in der Regel nach den Beschriftungen auf dem BayernAtlas, Länge, Seefläche, Einzugsgebiet wenn möglich nach dem Verzeichnis der Bach- und Flussgebiete in Bayern, sonst in der Regel auf dem BayernAtlas abgemessen. Die Einzugsgebiete sind – gerade auch bei den Gewässern, Trockentälern und Quellabflüssen der verkarsteten Frankenalb – oberirdisch zu verstehen. Höhenangaben in der Regel nach dem Höhenlinienbild. Andere Quellen für die Angaben sind vermerkt.
Quelle der Altmühl auf etwa 460 m ü. NN in der geschlossen bewaldeten Nordwestecke der Frankenhöhe etwa 2,5 km südwestlich von Burgbernheim im Landkreis Neustadt an der Aisch-Bad Windsheim und etwa 0,5 km südöstlich von dessen Ortschaft Wildbad neben der Kreisstraße von Burgbernheim nach Hornau (NEA 52, später AN 7).

### Oberlauf

#### Ursprung bis Kreuthbach
- Durchfließt auf etwa 457 m ü. NN nach nur 200 Metern den Hirschweiher, ca. 0,7 ha.[5]
- Waldzufluss, von rechts und Westen im Hirschweiher, ca. 0,4 km[6] und ca. 0,1 km²[7]. Entsteht auf etwa 464 m ü. NN östlich des Waldgewanns Alter Mann. Die Altmühl selbst hat hier noch keine 0,2 km² Einzugsgebiet.
- Waldzufluss, von rechts und Südwesten auf etwa 454 m ü. NN neben der Kreisstraße NEA 52, ca. 0,5 km[6] und ca. 0,3 km²[7]. Entsteht auf etwa 465 m ü. NN im Waldgewann Krumme Eiche.

Am Waldaustritt quert die Altmühl die Grenze zum Landkreis Ansbach.
- Grenzgraben, von links und Nordosten auf etwa 447 m ü. NN nördlich von Windelsbach-Hornau, ca. 0,4 km[6] und 0,4 km²[7]. Entsteht auf etwa 462 m ü. NN. Feldweggraben.
- Erlachbach, von rechts und Westen auf 445,7 m ü. NN[8] beim Dorf Hornau, ca. 1,2 km[6] und ca. 1,5 km²[7]. Gefasste und als Ursprung der Altmühl beschilderte Quelle auf etwa 465 m ü. NN an einer Wiesenböschung bei der Burgbernheimer Siedlung Erlach. Die Altmühl selbst hat hier schon ein Einzugsgebiet von ca. 3,0 km².[7] Der Erlachbach wird oft als Hauptquellbach der Altmühl angegeben.
- Durchfließt auf etwa 445 m ü. NN den Hornauer Weiher am Rande des Dorfes Hornau, ca. 4,2 ha.[5]
- Klingengraben, von links und Nordosten in den unteren Hornauer Weiher am Siedlungsplatz Hornauer Mühle, ca. 0,4 km[6] und ca. 0,1 km²[7]. Entsteht auf etwa 454 m ü. NN. Wegbegleitet.
- Handschuhbach, von rechts und Westen auf etwa 442 m ü. NN an der Querung der Verbindungsstraße vom Kirchdorf Windelsbach-Preuntsfelden auf dem Hang gegenüber nach dem Weiler Windelsbach-Birkach auf dem diesseitigen, ca. 1,8 km[6] mit längerem Oberlauf Holzäckergraben und ca. 1,5 km²[7]. Der Holzäckergraben entsteht auf etwa 464 m ü. NN am Waldeintritt der Kreisstraße AN 7 von Hornau nach Windelsbach.
- Schneidergraben, von links und Norden gleich an der altmühlabwärtigen Seite der Querung, ca. 1,8 km[6] und ca. 1,2 km²[7]. Entsteht auf etwa 460 m ü. NN nördlich von Preuntsfelden im Schlagfeld vor dem Fuß des Eichbucks (508 m ü. NN). Aufwärts noch offene Oberlaufsegmente, etwa ab der Preuntsfeldener Kläranlage Weggraben.
- Birkach, von rechts und Westen auf etwa 440 m ü. NN östlich des Weilers Birkach, ca. 1,4 km[6] und ca. 0,6 km²[7]. Entsteht auf unter 455 m ü. NN westlich des Weilers am Nordrand des Brandholzes. Fast bis zuletzt Weggraben.
- Buckgraben, von rechts und Westen wenig nach dem vorigen, ca. 1,0 km[6] und ca. 0,6 km²[7]. Entsteht auf etwa 449 m ü. NN an einem Feldweg von Birkach nach Süden.
- Krummbach, von rechts und Nordosten auf etwa 440 m ü. NN kurz nach dem vorigen, 2,5 km[9] und 2,9 km²[9]. Entsteht auf etwa 469 m ü. NN nordöstlich des Marktbergeler Dorfes Ermetzhof an der Straße zur Munasiedlung.
- Birkachäckergraben, von rechts und Westen auf etwa 439 m ü. NN etwas vor Windelsbach-Burghausen, ca. 0,8 km[6] und ca. 0,1 km²[7]. Entsteht südöstlich von Birkach auf etwa 454 m ü. NN an einem einsamen Baum zwischen Äckern. Feldraingraben.
- Furtwasengraben, von rechts und Süden auf etwa 438 m ü. NN gegenüber dem Südrand von Burghausen, ca. 0,7 km[6] mit längerem linken Oberlauf Bärengraben und ca. 0,3 km²[7]. Entsteht auf etwa 452 m ü. NN südlich von Burghausen nahe im Hornfeld an der Ortsgrenze zu Colmberg.
- (Graben), von links und Norden auf etwa 438 m ü. NN bei Burghausen, ca. 0,2 km[6] und unter 0,1 km²[7]. Entwässert den Graben um den Burgstall am Südrand des Dorfes.
- (Weg- und Raingraben), von links und Norden auf etwa 437 m ü. NN, ca. 1,1 km[6] und ca. 0,8 km²[7]. Entsteht auf etwa 449 m ü. NN im Gassenfeld vor dem Burghausener Holz.
- Klingengraben, von links und Norden auf etwa 436 m ü. NN südwestlich des Dorfes Markt Colmberg-Poppenbach, ca. 1,8 km[6] und ca. 0,6 km²[7]. Entsteht auf etwa 476 m ü. NN am Ostrand des Burghausener Holzes.
- Seegraben, von links und Nordosten auf etwa 435 m ü. NN südwestlich von Poppenbach, ca. 2,1 km[6] und 2,1 km²[7]. Entsteht auf etwa 465 m ü. NN nordöstlich von Poppenbach etwas nördlich der Einmündung der AN 8 in die St 2245.
- Grenzgraben, von rechts und Südwesten wenige Schritte nach dem vorigen, 2,2 km[9] und 1,5 km²[9]. Entsteht auf etwa 461 m ü. NN östlich von Cadolzhofen und ist Grenze von Windelsbach erst zur Gemeinde Geslau, dann zu Markt Colmberg.
- Froschgraben, von links und Ostnordosten auf über 434 m ü. NN zwischen Poppenbach und Colmberg-Binzwangen auf der Ortsgmarkungsgrenze, ca. 1,2 km[6] und ca. 0,5 km²[7]. Entsteht auf etwa 454 m ü. NN am Waldrand neben der St 2245.
- Stegwiesengraben, von rechts und Westen auf etwa 434 m ü. NN vor Binzwangen, ca. 1,6 km[6] und ca. 0,5 km²[7]. Entsteht auf etwa 449 m ü. NN nordwestlich von Binzwangen am Ostabfall des Hügels Eibenfeld an der Gemeindegrenze von Colmbach zu Geslau
- Sandbrunnengraben, von links und Ostnordosten bald nach dem vorigen, ca. 1,6 km[6] und ca. 1,0 km²[7]. Entspringt auf etwa 465 m ü. NN zwei oder drei Sandbrunnen genannten Quellen in der Waldmulde Eichschlag nordöstlich von Binzwangen. Fließt fast ganz unabhängig von Wegen.
- Weihergraben, von links und Ostnordosten etwa 433 m ü. NN gegenüber dem Nordrand Binzwangens, ca. 2,1 km[6] einschließlich des Oberlaufs unbekannten Namens oberhalb des  Großen Weihers und ca. 1,2 km²[7]. Entsteht auf etwa 480 m ü. NN in einer Waldklinge unterm Sandberg ostnordöstlich von Binzwangen. Erst zuletzt wegbegleitender Graben.
- Lachengraben, von rechts und Westen gegenüber dem vorigen am Nordrand von Binzwangen, ca. 2,7 km[6] und ca. 1,2 km²[7]. Entsteht auf etwa 453 m ü. NN weniger als einen Kilometer südöstlich von Cadolzhofen auf dem hinteren Rabenbuck.
- Hammetsgraben, von rechts und Westen auf etwa 432 m ü. NN am Südrand von Binzwangen, ca. 1,2 km[6] und 0,7 km²[7]. Entsteht auf etwa 441 m ü. NN. Weggraben.
- Furtgraben mit Oberlauf Märzgraben, von links und Ostnordosten auf über 431 m ü. NN zwischen Binzwangen und Colmberg-Oberfelden, 3,5 km[9] und 4,6 km²[9]. Entfließt auf etwa 460 m ü. NN nordöstlich von Geslau-Unterbreitenau am Südfuß und Waldrand des Hanggewannes Meichlinger Holz dem  Märzweiher.
- Fischbach, von links und Nordosten auf etwa 430 m ü. NN zwischen Ober- und Colmbach-Unterfelden, ca. 2,1 km[6] mit längerem rechten Oberlauf und ca. 1,6 km²[7]. Rechter Oberlauf entsteht auf etwa 450 m ü. NN südlich von Colmbach-Unterhegenau am Fuß des Eichelbergs.
- Holzäckergraben, von links und Nordosten auf über 429 m ü. NN bei Unterfelden, ca. 1,4 km[6] und ca. 0,3 km²[7]. Entsteht auf etwa 460 m ü. NN nördlich des Colmberger Golfplatzes am unteren Waldhang neben einem Weg und folgt auch im Freien fast bis zuletzt Feldwegen.
- Birkwiesengraben, von links und Nordosten auf 428,7 m ü. NN[8] nach Unterfelden, ca. 1,7 km[6] mit etwas längerem linken Oberlauf und ca. 0,6 km²[7]. Entsteht auf rund 490 m ü. NN nördlich der Burg Colmberg oben an einem Waldhang.
- Wölfleinsgraben, von links und Nordosten auf über 428 m ü. NN nahe dem Golfplatz am Rande von Colmberg, ca. 0,8 km[6] und ca. 0,3 km²[7]. Entwässert auf bis zu 450 m ü. NN einige Teiche am Golfplatz.
- Neugraben, von links und Nordosten auf etwa 428 m ü. NN nach Passieren der Colmberger Kläranlage, ca. 0,9 km[6] und ca. 0,5 km²[7]. Beginnt auf etwa 444 m ü. NN im Colmberger Gewerbegebiet neben der Straße Am Neugraben.
- Weggraben, von links und Nordosten auf unter 428 m ü. NN an einer Altmühlquerung, ca. 0,9 km[6] und ca. 0,2 km²[7]. Entsteht auf etwa 435 m ü. NN an der St 2245 von Colmberg nach Leutershausen.
- Weggraben, von rechts und Nordwesten auf über 427 m ü. NN östlich von Colmberg-Bieg, ca. 1,1 km[6] und ca. 0,3 km²[7]. Entsteht auf unter 429 m ü. NN an der an der Bieg im Westen tangierenden Straße etwas nördlich des Ortes.
- Kreuzfeldgraben, von links und Ostnordosten auf 427 m ü. NN[8] etwas nordwestlich von Colmberg-Meuchlein, ca. 2,5 km[6] und ca. 0,7 km²[7]. Entsteht auf etwa 465 m ü. NN vor dem südöstlichen Ortsrand von Colmberg am Fuß des Schulzenhöhe. Weggraben.
- Bächwiesengraben, von links und Ostsüdosten auf unter 427 m ü. NN etwas westlich von Meuchlein, 2,9 km[9] mit dem längsten, südöstlichen Oberlauf und ca. 3,9 km²[9]. Entsteht auf etwa 450 m ü. NN an einem Weiher nordöstlich von Colmberg-Auerbach neben der Straße von der St 2250 nach dort. Meist wegbegleitend.
- Augraben, von links und Südsüdosten auf unter 427 m ü. NN etwas westlich von Meuchlein, ca. 1,5 km[6] und ca. 0,9 km².[7] Entsteht auf etwa 436 m ü. NN zwischen Auerbach und Meuchlein.
- Frankengraben, von links und Südwesten auf unter 427 m ü. NN, zwischen Meuchlein und Frommetsfelden, ca. 0,3 km[6] und unter 0,1 km²[7] Entsteht auf etwa 452 m ü. NN. Feldweggraben.
- Kreuthbach, von rechts und Westnordwesten auf über 426 m ü. NN zwischen Bieg und Leutershausen-Frommetsfelden, 15,1 km[9] mit Oberlauf Karrachbach und 57,4 km²[9]. Der Karrachbach entsteht auf etwa 499 m ü. NN am Nordrand des Dorfes Neusitz-Wachsenberg.

#### Kreuthbach bis Hagenbach
- Hainhofgraben, von rechts und Westen auf über 426 m ü. NN gleich nach Frommetsfelden, 3,1 km[10] und 3,3 km²[10]. Entsteht auf etwa 467 m ü. NN wenig nordöstlich von Buch am Wald.
- Traischbrunnengraben, von rechts und Westen auf über 426 m ü. NN unterhalb von Frommetsfelden am Nordrand des Waldes Weidlach entlang, 2,2 km[10] und 1,3 km²[10]. Entsteht auf etwa 467 m ü. NN wenig östlich von Buch am Wald an der Feldwegfortsetzung der Jochsberger Straße.
- Weggraben, von links und Nordosten auf über 426 m ü. NN in Leutershausen-Höchstetten, 1,5 km[10] und 0,7 km²[10]. Entsteht auf etwa 450 m ü. NN im Erlachfeld nordöstlich des Dorfes
- Furthgraben, von rechts und Westen auf über 426 m ü. NN wenige Schritte nach dem vorigen gegenüber Höchstetten, ca. 1,5 km[6] und ca. 0,8 km²[7]. Entsteht auf etwa 453 m ü. NN westlich des Waldes Weidlach.
- Brunnengraben, von rechts und Westen auf über 426 m ü. NN nach Durchqueren von Leutershausen-Pfetzendorf, ca. 1,5 km[6] und ca. 1,0 km²[7]. Entsteht auf etwa 457 m ü. NN im Weidlach.
- Hierlenfeldgraben, von rechts und Südwesten auf über 426 m ü. NN kurz nach Berührung von Leutershausen-Zweiflingen, ca. 0,9 km[6] und ca. 0,7 km²[7]. Entsteht auf etwa 453 m ü. NN am Ostrand des Weidlach aus kurzen zusammenlaufenden Gräben. Überwiegend Weggraben.
- Seeholzgraben, von links und Nordosten auf über 426 m ü. NN gegenüber von Zweiflingen, ca. 1,1 km[6] und ca. 0,4 km²[7]. Entsteht auf etwa 449 m ü. NN neben der Straße von Höchstetten nach Leutershausen-Bauzenweiler am Nordwestrand des Seeholzes, dem er dann entlangläuft.
- Breitenfeldgraben, von rechts und Südwesten auf über 426 m ü. NN östlich von Zweiflingen, ca. 0,9 km[6] und ca. 0,2 km²[7]. Entsteht auf rund 455 m ü. NN am Gewann Vogelherd. Im Oberlauf Weggraben, ab dem Breitenfeld Raingraben.
- → Abgang des Jochsberger Mühlkanals, nach rechts auf 426 m ü. NN[8] 300 Meter nördlich des Ortsrandes von Leutershausen-Jochsberg.
- Sachsaugraben, von links und Nordosten auf unter 425 m ü. NN in die Altmühl selbst bei Erndorf, 2,3 km[10] und 3,5 km²[10]. Entfließt auf etwa 452 m ü. NN einem  Weiher am Südrand des Kuppenwaldes um den Auerbacher Spielberg zur Ackerflur Sachsau.
- Graben, von links und Osten auf unter 425 m ü. NN gegenüber Jochsberg an der Brücke der AN 3 nach Leutershausen, ca. 1,1 km[6] und ca. 0,9 km²[7]. Beginnt auf etwa 443 m ü. NN im Himmelreich diesseits der St 2245 von Bauzenweiler nach Leutershausen als Entwässerungsgraben.
- Rücklauf des Jochsberger Mühlkanals, von rechts auf unter 425 m ü. NN an der Wolfsmühle von Jochsberg, ca. 1,1 km.[6]
- Hagenbach, von rechts und Westnordwesten auf unter 425 m ü. NN gegenüber der Nordspitze von Leutershausen, 14,4 km[11] und 34,8 km²[11]. Entsteht auf etwa 477 m ü. NN als Speierhofgraben am Waldrand südwestlich von Gebsattel-Speierhof. Mit Folge der Abschnittsnamen Speierhofgraben → Froschbächlein → Leimbach → Hagenbach.

#### Hagenbach bis Großer Aurachbach
- Kümmelbach, von links und Nordosten auf etwa 424 m ü. NN am aufwärtigen Ortsrand von Leutershausen, 6,9 km[11] und 8,2 km²[11]. Entsteht auf über 495 m ü. NN zwischen Geißberg und Horn nordöstlich des Dorfes Leutershausen-Oberramstadt.
- Krämleinsbach, von links und Nordosten auf etwa 423 m ü. NN nach Leutershausen bei dessen Kläranlage, 6,2 km[11] und 14,0 km²[11]. Entsteht auf über 495 m ü. NN im Dorf Leutershausen-Tiefenthal.
- Erlbacher Mühlbach oder Erlbach, von rechts und Westen auf etwa 423 m ü. NN gleich nach dem vorigen, 10,8 km[11] und 20,8 km²[11]. Entsteht auf etwa 525 m ü. NN neben der Straße zwischen den Ortsteilen Ziegelhütte und Schorndorf von Schillingsfürst.
- Auengraben, von rechts und Nordwesten auf etwa 423 m ü. NN wenige Schritt vor dem folgenden Abgang, ca. 0,6 km[6] und ca. 0,3 km[7]. Entsteht auf unter 424 m ü. NN neben dem untersten Erlbacher Mühlbach und durchläuft die Altmühlwiesen.
- → Abgang eines schwächeren Nebenastes, nach links auf 422,6 m ü. NN[8] noch vor der querenden Bahnstrecke Nürnberg–Crailsheim bei Görchsheim.
- Rücklauf des Nebenastes, von links auf über 422 m ü. NN nach Bahnbrücke und Görchsheim, ca. 0,8 km[6].
- Auengraben, von links auf über 422 m ü. NN am Anfang von Leutershausen-Rauenbuch, ca. 0,6 km[6] und ca. 0,3 km²[7]. Entsteht auf etwa 423 m ü. NN neben der Bahnlinie.
- Bannwiesengraben, von links und Nordosten auf unter 422 m ü. NN an der Leutershausener Weißenmühle, ca. 2,9 km[6] und ca. 2,5 km²[7]. Entsteht auf etwa 457 m ü. NN am Nordfuß des Rotenbergs am Waldrand zu einer Flurbucht südöstlich des Wiedersbacher Gewerbegebietes. Läuft zuletzt als Auengraben neben der Altmühl südöstlich.
- Auengraben, von rechts und Nordwesten auf unter 422 m ü. NN nach der Feldwegbrücke gegenüber der Weißenmühle, ca. 1,3 km[6] und ca. 0,7 km²[7]. Entsteht auf unter 423 m ü. NN wenig nach deren Ortsausgang an der Straße von Leutershausen-Görchsheim nach Aurach-Eyerlohe.
- Graben, von rechts und Westen auf unter 422 m ü. NN in den Hetzwiesen, ca. 1,2 km[6] und ca. 0,5 km²[7]. Entsteht auf über 425 m ü. NN am Südwestknick der Straße von Görchsheim nach Eyerlohe. Weg- und Raingraben
- Waldgraben, von links und Nordosten auf über 421 m ü. NN wenig nordwestlich von Herrieden-Niederdombach, ca. 1,3 km[6] und ca. 0,6 km²[7]. Entsteht auf unter 435 m ü. NN am Südfuß des Rotenbergs im Waldrand.
- Höllmühlbach, von links und Nordosten auf über 421 m ü. NN nach Durchqueren von Niederdombach, 5,1 km[12] und 5,4 km²[13]. Entfließt auf etwa 468 m ü. NN dem  Brücklesweiher im Wald nordwestlich von Ansbach-Wüstenbruck.
- Feldgraben, von links und Nordosten auf unter 421 m ü. NN zwischen Herrieden-Neunstetten und seiner Altmühle gegenüber, ca. 2,0 km[6] und ca. 0,9 km²[7]. Entsteht auf etwa 435 m ü. NN am Südwestfuß des Spornwaldes Im Forst nordöstlich von Neunstetten. Anfangs Rain- und Straßengraben, im Unterlauf altmühlparalleler Auengraben.
- Großer Aurachbach, auch Große Aurach, von rechts und Westen auf 420 m ü. NN[8] über den kleineren linken Altmühlzweig auf der Westseite der Altmühle gleich nach dieser, 13,8 km[13] mit dem Oberlauf Erlacher Bach und 31,2 km²[13]. Der Erlacher Bach entsteht auf etwa 520 m ü. NN in einer Waldschlucht am Hang Schlossbuch westlich von Leutershausen-Weißenkirchberg. Namensabschnittsfolge Erlacher Bach → Eyerlohbach → Großer Aurachbach/Große Aurach → Unterlauf Altmühl-Seitenarm.

#### Großer Aurachbach bis Wieseth
- Käferbach, von links und Nordosten auf unter 420 m ü. NN bei der Kläranlage von Neunstetten, 5,6 km[14] und 7,8 km²[14]. Entsteht auf über 490 m ü. NN am Westrand von Ansbach-Elpersdorf.
- Hanggraben, von links und Ostnordosten auf unter 420 m ü. NN wenig nach der Altmühlbrücke der A 6, ca. 1,4 km[6] und ca. 1,2 km²[7]. Entsteht auf über 460 m ü. NN in einer Waldtalmulde jenseits des Autobahnparkplatzes „Bürger Wald“ (!) der A 6 im Burgerwald.
- Breitenauer Graben, von rechts und Westen auf unter 420 m ü. NN gegenüber von Herrieden--Mühlbruck und dessen linkem Mühlkanal in die Altmühl selbst, 5,4 km[14] mit dem rechter Oberlauf Kesselgraben und 8,9 km²[14]. Der Kesselgraben entsteht auf über 490 m ü. NN im Hangwald Kessel unter einem zu Aurach gehörenden Einzelhof an der oberen Hangkante einen halben Kilometer westsüdwestlich der Burg Wahrberg.
- Schwarzfeldgraben, von rechts und Westen auf unter 420 m ü. NN noch vor dem Rücklauf des Mühlbrucker Mühlkanals in die Altmühl selbst, ca. 0,9 km[6] und ca. 0,3 km²[7]. Entsteht auf etwa 425 m ü. NN am Ackerhang nahe der Stadtgrenze zu Aurach. Weggraben
- Mühlfeldgraben, von links und Nordosten auf etwa 419 m ü. NN neben der Straßenbrücke von Herrieden nach Herrieden-Stegbruck, ca. 1,3 km[6] und ca. 0,2 km²[7]. Entsteht auf etwa 477 m ü. NN am Nordrand von Herrieden am Hangknick zur Hochfläche beim Feldkreuz an der Straße Am Wasserturm. Auf ganzer Länge Weggraben.
- Brühlfeldgraben, von links und Nordnordosten auf etwa 419 m ü. NN vor der gewerblichen Auenbebauung, ca. 0,2 km[6] und ca. 0,1 km²[7]. Entsteht auf über 421 m ü. NN an der Siedlungsgrenze Herriedens zur Aue und quert diese bis zum Fluss längs einer Straße.
- Moosgraben, von rechts und Westen auf etwa 419 m ü. NN gegenüber der gewerblichen Auenbebauung von Herrieden, ca. 4,8 km[6] und ca. 3,5 km²[7]. Entsteht auf etwa 453 m ü. NN westsüdwestlich von Stadel am unteren Hangwald.
- Siechwiesengraben, von rechts und Süden auf unter 419 m ü. NN an der Siechenkapelle in den rechten, flurseitigen Altmühlzweig, ca. 0,8 km[6] und ca. 0,1 km²[7]. Entsteht auf über 421 m ü. NN wenig nördlich von Herrieden-Leibelbach und dem Lauf des Michelswieser Bachs an der St 2248 von dort nach Herrieden und begleitet sie bis zur Mündung.
- Michelswieser Bach, von rechts und Westen auf über 418 m ü. NN durch die Michelswiesen gegenüber der Kläranlage von Herrieden, 5,1 km[14] mit dem Oberlauf Landfeldwiesengraben und 9,7 km²[14]. Der Landfeldwiesengraben entsteht auf etwa 448 m ü. NN im Hangwald Wald westsüdwestlich von Stadel.
- Klingengraben, von links und Nordnordwesten auf über 418 m ü. NN kurz nach dem Steg bei der Herriedener Kläranlage, ca. 4,0 km[6] und ca. 1,7 km²[7]. Entsteht auf etwa 468 m ü. NN in Herrieden--Schernberg. Läuft erst östlich, dann südsüdwestlich durch eine mit dem folgenden Ameisengraben gemeinsame Aue am Rande des Herriedener Siedlungsbereichs. Am Unterlauf quert ein verdolter Nebenlauf einen großen Industriegebiet bis kurz vor der Mündung. Lange wegbegleitend.
- Ameisengraben, von links und Nordnordwesten auf 418 m ü. NN[8] bei Herrieden--Roth, ca. 5,3 km[6] und ca. 3,4 km²[7]. Entsteht auf etwa 475 m ü. NN westlich von Herrieden--Regmannsdorf vor dem Wald.
- Triebgraben, von rechts und Westen auf unter 418 m ü. NN gegenüber von Roth, ca. 1,3 km[6] und ca. 0,5 km²[7]. Entsteht auf etwa 426 m ü. NN an der Kreisstraße von Leibelbach nach Herrieden-Lammelbach (AN 54). Raingraben.
- Peintfeldgraben[15], von links und Nordosten auf unter 418 m ü. NN zwischen Roth und Herrieden-Leutenbuch hindurch, ca. 1,6 km[6] und ca. 1,4 km²[7]. Entsteht auf etwa 420 m ü. NN nordöstlich von Roth.
- Manndorfer Graben, von rechts und Westen auf unter 418 m ü. NN bei Herrieden-Winn, ca. 1,1 km[6] und ca. 0,6 km²[7]. Entsteht auf knapp 425 m ü. NN am Rand von Manndorf. Weg- und Raingraben.
- Hechelschutzbach, von rechts und Westsüdwesten auf unter 418 m ü. NN nach Durchqueren von Winn, 4,4 km[14] mit dem (auch anteilig) längeren linken Oberlauf Erlbach und 7,2 km²[14]. Der Erlbach entsteht auf etwa 478 m ü. NN westlich von Limbach.
- Leutenbuchgraben, von links und Norden auf unter 418 m ü. NN bei Leutenbuch, ca. 0,4 km[6] und ca. 0,2 km²[7]. Entsteht auf über 418 m ü. NN am Südwestrand von Leutenbuch. Auengraben.
- Schlammerngraben, von links und Norden auf unter 418 m ü. NN gegenüber von Bechhofen-Selingsdorf auf dem rechten Hang, ca. 2,0 km[6] mit seinem Oberlauf Hanggraben und ca. 1,4 km²[7]. Entsteht auf etwa 423 m ü. NN an einem kleinen baumgesäumten Brachlanddreieck nordöstlich von Leutenbuch. Überwiegend Rain- und Weggraben.
- Schreinermühlbach, von links und Nordnordwesten auf unter 418 m ü. NN bei Herrieden-Velden, 7,6 km[16] und 19,3 km²[16]. Entspringt auf etwa 480 m ü. NN südwestlich von Ansbach-Dautenwinden zwischen zwei vorgelagerten Waldinseln und dem Nordrand des Waldes Steinlach.
- Karlsgraben, von links und Nordwesten auf unter 418 m ü. NN wenig abwärts von Bechhofen-Winkel, ca. 1,1 km[6] und ca. 0,9 km²[7]. Entfließt auf etwa 420 m ü. NN einem Kleinteich an der Südwestspitze von Winkel. Überwiegend Auengraben.
- Seegraben, von rechts und Westsüdwesten auf unter 418 m ü. NN weniger Schritte nach dem vorigen auf der Bechhofen-Thanner Seite, ca. 3,2 km[6] und ca. 3,1 km²[7]. Entsteht auf etwa 460 m ü. NN am Westrand von Bechhofen-Kaudorf.
- Hesselbach, von links und Nordnordosten auf unter 418 m ü. NN bei Winkel zuletzt als Grenzbach der Bechhofener zur Burgoberbacher Gemarkung, 8,0 km[16] und 11,3 km²[16]. Entsteht auf etwa 479 m ü. NN bei Ansbach-Hohe Fichte am Waldrand.
- Irrebach, von links und Nordosten auf unter 418 m ü. NN bei Burgoberbach-Sommersdorf zuletzt als Grenzbach wieder zu Bechhofen, 10,8 km[16] mit dem Winterschneidbächlein als rechtem Oberlauf und 17,8 km²[16]. Entsteht auf etwa 472 m ü. NN neben der B 13 am Ostrand des Burgoberbacher Gewerbegebietes.
- Rotklingengraben, von rechts und Westsüdwesten auf unter 418 m ü. NN wenig nördlich von Bechhofen-Weidendorf, ca. 1,9 km[6] und ca. 1,4 km²[7]. Entsteht auf etwa 450 m ü. NN nordwestlich von Bechhofen-Liebersdorf.
- Schafgraben, von links und Nordwesten auf unter 418 m ü. NN bei Bechhofen-Kleinried, ca. 1,1 km[6] und ca. 0,8 km²[7]. Auengraben, der vom untersten Irrebach abgeht und neben der Altmühl läuft. Nimmt zwei linke Gräben auf, darunter den ca. 2,4 km[6] langen Altbach, der ebenfalls ein linker Abzweig des Irrebachs ist.
- Roßbachgraben, von rechts und Westen auf 416,7 m ü. NN[8] nach Bechhofen-Großenried, ca. 3,6 km[6] mit längerem linken Oberlauf Moosklingengraben und ca. 5,0 km²[7]. Der Moosklingengraben entsteht auf etwa 445 m ü. NN wenig westlich von Liebersdorf.
- Raingraben, von links und Norden auf über 416 m ü. NN, ca. 1,5 km[6] und ca. 0,6 km²[7]. Entsteht auf etwa 422 m ü. NN neben der Straße von Irrebach nach Kleinried (St 2220) an der Gemeindegrenze von Markt Weidenbach zu Burgoberbach.
- Raingraben, von links und Norden auf über 416 m ü. NN in eine Linkschlinge beim Weiler Bechhofen-Aub, ca. 0,9 km[6] und ca. 0,3 km².[7] Entsteht auf etwa 419 m ü. NN wenig nordwestlich von an einem Feldwegknick und der Gemeindegrenze von Bechhofen zu Weidenbach.
- Weggraben, von rechts und Südwesten auf über 416 m ü. NN gegenüber von Aub, ca. 1,1 km[6] und ca. 0,3 km²[7] Entsteht auf etwa 422 m ü. NN an einem Feldweg, der vom nördlichen Hölzlein nach Westen führt.
- Betzengraben, von links und Norden auf über 416 m ü. NN bei Ornbau-Haag und gegenüber von Bechhofen-Mörlach, ca. 2,9 km[6] mit längster Oberlauffolge und ca. 3,2 km².[7] Der oberste Laufabschnitt Dorfbach entsteht auf etwa 441 m ü. NN an der St 2220 von Irrebach nach Weidenbach. Oberlauffolge Dorfbach (durch Esbach) → Birkengraben → Oberer Kuhgraben → Unterer Kuhgraben → Betzengraben.
- Wannenbach, von links und Nordosten auf über 416 m ü. NN zwischen Ornbau-Haag und -Oberndorf, 6,1 km[17] mit dem Oberlauf über den Teichen bei der Höheren Landbauschule am Rand von Weidenbach und 8,3 km²[17]. Entsteht auf etwa 451 m ü. NN nördlich von Weidenbach im Schellenkreuz neben einem Feldweg.
- Mörlachgraben, von rechts und Westen auf über 416 m ü. NN fast gegenüber dem vorigen östlich von Mörlach, ca. 4,0 km[6] und ca. 3,8 km².[7] Entsteht auf etwa 431 m ü. NN wenig westlich der St 2221 von Großenried nach Bechhofen und läuft größtenteils am Waldrand.
- Oberer Wasengraben, von links und Osten auf über 416 m ü. NN am Nordrand von Oberndorf in eine kurze linke Altschlinge der Altmühl, ca. 2,0 km[6] und ca. 1,9 km².[7] Entsteht auf unter 420 m ü. NN im Nordwestteil von Ornbau bei den Sportplätzen.
- Eggerfeldgraben, von links und Nordosten auf etwa 416 m ü. NN[8], ca. 0,4 km[6] und ca. 0,1 km².[7] Entsteht auf etwa 419 m ü. NN südöstlich von Oberndorf. Weggraben.
- Wieseth, von rechts und Südosten bzw. Südwesten auf unter 416 m ü. NN bei der Stadtmühle von Ornbau, 31,8 km[17] und 127,3 km².[17] Entsteht auf etwa 510 m ü. NN im Auracher Pfarrdorf Weinberg. Die Wieseth mündet in zwei Ästen, der Hauptast nördlich der Mühle, der Nebenast etwa 500 Meter vorher westlich von ihr.

#### Wieseth bis Wurmbach
- → Abgang des Altmühlzuleiters, nach rechts und Südosten auf unter 416 m ü. NN wenig südwestlich von Ornbau, ca. 4,7 km.[6] Der künstliche Wasserlauf, mit meist gut 50 m etwa dreimal so breit wie die Altmühl auf ihrem Folgeabschnitt,[18] führt dem Altmühlsee Hochwasser der Altmühl zu, das dann in künstlicher periodischer Flussbifurkation über den Altmühlüberleiter dem Flusssystem der Regnitz und also über den Main dem Rhein zuläuft. Die Altmühl fließt ab hier in einem ebenfalls künstlichen Lauf auf größerem Maßstab etwa ostsüdostwärts zur östlichen Umfließung des Altmühlsees.
- Bimswinkelgraben, von links und Westen auf unter 416 m ü. NN am Südrand von Ornbau, ca. 0,7 km[6] und ca. 0,2 km².[7] Entsteht auf etwa 418 m ü. NN an einem Feldweg im Riedlein. Raingraben in der Aue.
- → Abgang des Roßgrabens, nach links und Ostsüdosten am Südrand Ornbaus auf 415,3 m ü. NN[8].
- → Abgang der Fallach, nach rechts und Südosten auf 415,9 m ü. NN[8] (!), ca. 3,1 km.[6] Der stark in flacher Aue mäandrierende Graben ist am Oberlauf von der Altmühl her nicht immer durchgängig, in die er über den Steckelesgraben (s. u.) letztlich wieder entwässert.
- Rücklauf des Roßgrabens, von links und Westnordwesten auf 414,9 m ü. NN[8] nach der Ornbauer Kläranlage, ca. 1,0 km[6] und ca. 0,4 km².[7]
- → Abgang des Nebenlaufs Schlegelsbühlgraben, auch Häfelesgraben, auf unter 414,9 m ü. NN nach links und Ostsüdosten.
- Rücklauf des Nebenlaufs Schlegelsbühlgraben, von links und zuletzt Norden auf etwa 414,8 m ü. NN auf der Markungsgrenze von Ornbau zur Stadt Merkendorf, ca. 1,4 km.[6] und ca. 3,8 km².[7]
Der untere Schlegelsbühlgraben nimmt an Unterlauf den obigen Bankertsgraben von links und Nordwesten auf unter 414,9 m ü. NN auf, ca. 4,2 km[6] auf der längsten Oberlauffolge ab dem Ursprung des Langwiesengrabens und ca. 3,5 km².[7] Der Langwiesengraben entsteht auf unter 430 m ü. NN an der St 2411 Weidenbach–Ornbau. Oberlauffolge Langwiesengrabens → Tränkgraben → Bankertsgraben.

Übertritt in den Landkreis Weißenburg-Gunzenhausen.
- Heglauer Mühlbach, von links und Norden auf über 414,7 m ü. NN nordwestlich von Muhr am See, 12,2 km[19] und 20,6 km²[17]. Entsteht als Braungartenbach auf unter 459 m ü. NN östlich des Merkendorfer Dorfes Großbreitenbronn vor dem Wald Gibitzen. Abschnittsnamensfolge Braungartenbach → Dümpfelgraben → Oberer Mühlbach → Heglauer Mühlbach.
- → Abgang des Kaltenlachgrabens, nach rechts und Süden auf 414,7 m ü. NN[8], ca. 2,2 km.[6] Entwässert in ähnlich mäanderreichem Lauf wie die oben genannte Fallach auf unter 414 m ü. NN in den Steckelesgraben (s. u.).
- Ettergraben, von links auf unter 414,7 m ü. NN unmittelbar vor der folgenden Unterquerung, ca. 0,6 km[6] und ca. 0,1 km²[7] Ist linker Abzweig auf etwa 415 m ü. NN des untersten Heglauer Mühlbachs.
- Unterquert unter einem Brückenbauwerk den in den Altmühlsee eingeleiteten Nesselbach, der hier zuletzt im Nesselbachzuleiter läuft.
- Holzgraben, von links und Osten auf unter 414,7 m ü. NN nach der Unterquerung, ca. 2,0 km[6] mit dem weiherspeisenden Oberlauf und ca. 0,9 km².[7] Der Oberlauf entsteht auf unter 450 m ü. NN zwischen Wehlenberg und Muhr.
- Steckelesgraben, von rechts auf etwa 414 m ü. NN an der Nordspitze des Altmühlsees bei Muhr am See verdolt unter dem Nesselbachzuleiter hindurch[20], ca. 3,2 km.[6] Entsteht auf 414,3 m ü. NN[8] aus linker und von Norden kommender Fallach (s. o.) und rechtem und von Westlen kommenden Zegelgraben; der letzte entsteht direkt am Altmühlzuleiter und scheint der Unterlauf eines alten rechten Mündungsarms der Wieseth zu sein, der inzwischen durch den Bau des Altmühlzuleiters nicht mehr durchgängig ist, denn bis zur anderen Seite des Zuleiters fließt der  Zeckl-, Zegel- oder Leugraben, der nun in diesen eingeleitet wird. Der Steckelesgraben ist wie seine Oberläufe ein mäanderreicher Graben, der auf mehr als seinem letzten Kilometer dicht am Damm der Nordwestseite des Altmühlsees entlangläuft und die 5–6 km² der hier sehr weiten Altmühlaue zwischen dem Altmühlzuleiter im Südwesten, dem Altmühllauf im Norden, diesem und dem Lauf des Nesselbachzuleiters im Osten sowie dem Altmühlsee im Südosten entwässert. Ab diesem Zulauf zieht die Altmühl bis zum Altmühlüberleiter aus dem See nahe dessen Südspitze in dichtem Abstand den nördlichen und dann östlichen Seedamm entlang.
- Judengraben, von links und Nordwesten auf etwa 414 m ü. NN kurz vor dem Muhrer Freizeitgelände am Altmühlsee, ca. 1,0 km[6] und ca. 0,6 km².[7] Entsteht auf unter 415 m ü. NN beim Rückhaltebecken an der Muhrer Tennisplätzen.
- Steingraben, von links und Osten auf etwa 414 m ü. NN beim Muhrer Freizeitgelände am Altmühlsee, ca. 3,2 km[6] und ca. 2,5 km².[7] Entsteht auf etwa 428 m ü. NN beim Weiler Büchelberg von Gunzenhausen und passiert  den Kästleinsweiher.
- Laubenzedeler Mühlbach, von links und Nordosten auf etwa 414 m ü. NN westlich des Gunzenhäuser Pfarrdorfes Laubenzedel zuletzt auf der Gemarkungsgrenze, 7,1 km[19] und 10,1 km²[19]. Entsteht auf etwa 490 m ü. NN nördlich des Haundorfer Kirchdorfes Gräfensteinberg im Lehen und durchfließt am Ober- und Mittellauf den  Brander-, Speck-, Eichenberger und Schnackenweiher.
- Koppenweihergraben, von links und Ostnordosten auf unter 414 m ü. NN beim Seebad im Kitzwasen nordwestlich von Gunzenhausen-Schlungenhof, ca. 4,1 km[6] und ca. 4,3 km².[7] Entsteht auf etwa 439 m ü. NN am Südrand der Rodungsinsel um den Haundorfer Weiler Geislohe nahe der B 466. Durchfließt den  Koppenweiher.
- Heidweihergraben, von links und Osten auf unter 414 m ü. NN am Eintritt der Altmühl in den Kanal unter der schmalen Ostbucht des Altmühlsees, ca. 5,5 km[6] ab dem Oberlauf Steingraben und ca. 6,6 km².[7] Der Steingraben entsteht auf unter 440 m ü. NN am Nordrand des mit Gunzenhausen zusammengewachsenen Dorfes Frickenfelden. Namensabschnittsfolge Steingraben → Haidgraben (!) →  Heidweiher → Heidweihergraben. Die zwei Oberläufe bis zum Heidweiher zusammen werden auch Wiesengraben genannt.[21] Der Unterlauf wird nach einem kürzeren rechten Oberlauf, der aber erst unterhalb des Heidweihers zuläuft, zuweilen auch Sinderlachgraben genannt.
- Fließt in einem Kanal unter der östlichen Bucht des Altmühlsees hindurch, die sich gleich danach im etwa 8,3 km[6] langen Altmühlüberleiter nach Osten fortsetzt, welcher in künstlichem Bett, auf einem 2,8 km[6] langen Abschnitt auch unterirdisch unter den linken Randhöhen des Altmühltales hindurch, zum Kleinen Brombachsee läuft im Einzugsgebiet der Rednitz.
- Walder Altmühl, von rechts und Nordwesten auf etwa 412 m ü. NN kurz nach der Straßenbrücke der B 466 über die eben wieder oberflächlich fließende Altmühl auf dem letzten halben Kilometer im Bett des Altmühl-Notüberlaufes, 6,5 km[19] mit namenlosem Oberlauf westlich von Gunzenhausen-Streudorf und 52,1 km²[19] mitsamt dem 6–7 km²[7] großen Einzugsgebiet des Altmühlsees, der jedoch nur ausnahmsweise in die Walder Altmühl entwässert. Entsteht auf etwa 438 m ü. NN westsüdwestlich von Streudorf am Waldrand. Wie der Steckelesgraben an der nordwestlichen, die Altmühl selbst an der nordöstlichen und östlichen, so fließt die Walder Altmühl dicht an der südwestlichen und kurzen südlichen Seite des Altmühlsees am Damm entlang.
- Walkweihergraben, von links und Ostnordosten auf etwa 412 m ü. NN kurz nach dem vorigen, ca. 2,2 km[6] und 2,0 km².[7] Fließt auf etwa 420 m ü. NN aus dem Walkmühlweiher am Nordrand Gunzenhausens durch Stadtgebiet zum Altmühlüberleiter.
- Wurmbach, von rechts und Südsüdwesten auf etwa 412 m ü. NN neben der Gunzenhäuser Bahnbrücke der Bahnstrecke Würzburg–Treuchtlingen, 12,9 km[22] und 43,5 km²[22]. Entsteht auf etwa 511 m ü. NN nördlich des Westheimer Pfarrdorfes Ostheim am Nordostfuß des Wachtlerberges (587 m ü. NN).

#### Wurmbach bis Möhrenbach
- Kleiner Wurmbach, von rechts und Westsüdwesten auf etwa 412 m ü. NN unterhalb der Altmühlbrücke der Oettinger Straße gegenüber dem Stadtkern von Gunzenhausen, 2,1 km[6] und ca. 0,3 km².[7] Entsteht auf unter 415 m ü. NN am Nordwestrand von Unterwurmbach nur hundert Meter vom Lauf des vorigen.
- Augraben, zuweilen auch Hackengraben genannt, von rechts und Norden auf etwa 412 m ü. NN in einen Altarmrest der Altmühl nördlich der Straßenbrücke der B 13 bei Gunzenhausen-Aha, ca. 1,6 km[6] und ca. 3,7 km².[7] Die Insel zwischen Altarm und Hauptlauf der Altmühl ist die Hackeninsel. Dieser Auengraben ist rechter Abzweig des vorigen auf etwa 414 m ü. NN bei der Gunzenhäuser Scheupeleinsmühle und hat selbst kurz vor seiner Mündung einen längeren südöstlichen Bachzulauf Merzelfeldgraben, der ca. 3,0 km[6] lang ist und westlich des Dorfes Gunzenhausen-Edersfeld auf etwa 455 m ü. NN am östlichen Wurmbacher Berg entsteht.
- Hackengraben, von rechts und Nordwesten auf etwa 412 m ü. NN am Sportplatz von Aha in eine Altarmschlinge, ca. 0,8 km[6] und ca. 1,5 km².[7] Entsteht auf etwa 412 m ü. NN am südlichen Bundesstraßendamm etwa in Fortsetzung des vorigen Grabens und läuft an zwei weiteren Altarmen vorbei am Rande der Überflutungsau der Altmühl parallel.
- Naßwiesengraben, von rechts und Nordwesten auf etwa 412 m ü. NN kurz vor dem nächsten in eine rechte Altarmschlinge, ca. 1,1 km[6] und ca. 0,5 km².[7] Entsteht auf etwa 412 m ü. NN an der vorigen diesseitigen Altarmschlinge etwas abwärts von Aha.
- Pflaumfelder Graben, von rechts und Westen auf etwa 412 m ü. NN in dieselbe Schlinge wie der vorigen gegenüber von Gunzenhausen-Unterasbach und an der Gemarkungsgrenze zu Dittenheim, ca. 4,6 km[6] und ca. 5,2 km².[7] Entsteht auf etwa 470 m ü. NN im Hangwaldgewann Erzgruft nordwestlich von Pflaumfeld.
- Luisengraben, von links und Nordwesten auf 411,7 m ü. NN[8] in den linken Altarm bei Unterasbach, ca. 2,8 km[6] und ca. 3,7 km².[7] Entsteht auf etwa 412 m ü. NN an der Gunzenhäuser Kläranlage neben der B 13 und entwässert die weite linke Talaue auf dem Abschnitt zwischen Gunzenhausen und Unterasbach.
- Schlangenbach, von rechts und Südwesten auf etwa 411,7 m ü. NN gegenüber von Unterasbach und seiner Schlinge in den Dittenheim-Windsfelder Erzwiesen in die begradigte Altmühl selbst, ca. 6,9 km[6] und ca. 14,1 km².[7] Entsteht als Weggraben auf etwa 482 m ü. NN an einer Feldweggkreuzung westlich von Dittenheim-Sammenheim. Die höchsten und noch etwas längeren Quellbäche beginnen am Nordtrauf des Hahnenkamms, darunter auch die Steinerne Rinne bei der Dittenheimer Buckmühle und ein Zulauf vom Fuß des Gelben Berges.
- Dornhauser Mühlbach, von links und Ostnordosten auf etwa 411,7 m ü. NN westlich von Theilenhofen-Dornhausen gegenüber der Insel Jägersried in eine linke Altarmschlinge der Altmühl, ca. 6,7 km[6] ab dem Ursprung des längeren Oberlaufes Mühlbach sowie ca. 16,3 km².[7] Entsteht auf etwa 480 m ü. NN im Theilenhofener Dorf Rittern. Namensabschnittsfolge Mühlbach → Pfofelder Mühlbach → Mühlbach → Dornhauser Mühlbach.
- Wolfsgraben, von links und Nordwesten auf etwa 411,5 m ü. NN[8] nordwestlich und (!) westlich von Theilenhofen-Gundelsheim an der Altmühl, ca. 1,0 km[6] am ersten und ca. 1,7 km am zweiten Zulauf sowie ca. 6,7 km².[7] Linker altmühlparalleler Auengraben, der zwei größere Zuflüsse vom flachen linken Hang aufnimmt, nämlich den ca. 3,0 km[6] langen Wachsteiner Bach mit ca. 2,1 km²[7] Einzugsgebiet und den ca. 2,6 km[6] langen Weidachgraben mit ca. 2,5 km²[7] Einzugsgebiet. Der zweite Abfluss des Wolfsgrabens in die Altmühl, anscheinend der unbedeutendere, liegt erst flussabwärts des folgenden Nebenflusses.
- Oberer Altmühlgraben, von rechts und Nordwesten auf unter 411,5 m ü. NN etwa 1,7 km ostnordöstlich von Dittenheim, ca. 2,1 km[6] und ca. 4,0 km².[7] Entsteht etwa 100 Meter vom Fluss entfernt in der rechten Aue am Rande von Dittenheim-Windsfeld. Altmühlparalleler rechter Auengraben, der zwischen der ersten und der zweiten Mündungsstelle des vorigen zuläuft.
- Dittenheimer Mühlbach, von rechts und Westsüdwesten auf unter 411,5 m ü. NN gegenüber von Gundelsheim, ca. 5,0 km[6] mit dem längsten Oberlauf und ca. 5,1 km².[7] Der längste Oberlauf entspringt auf über 550 m ü. NN am bewaldeten Nordostfuß der Gelben Bürg südwestlich von Dittenheim und entwässert über den Gärtleinsgraben in den Dittenheimer Mühlbach.
- Altmühlbeigraben, von links und Nordwesten auf über 411 m ü. NN westsüdwestlich von Alesheim, ca. 1,6 km[6] und ca. 1,6 km².[7] Entsteht auf unter 412 m ü. NN an einer alten Grube nahe der Gemeindegrenze zu Theilenhofen. Auengraben.
- Störzelbach, von links und Nordnordosten auf etwa 411 m ü. NN am Fischerhaus beim Pfarrdorf Alesheim-Trommetsheim in einen Nebenarm, ca. 9,2 km[6] mit dem längsten Quellast und ca. 26,4 km².[7] Entsteht auf etwa 473 m ü. NN nördlich des Pfarrdorfs Stopfenheim der Stadt Ellingen am Waldrand der Stopfenheimer Hölzer. Der bei Stopfenheim zufließende Knöpfelbach ist mit ca. 3,1 km[6] etwa einen halben Kilometer länger als der Oberlauf auf dem Namenszweig, aber merklich einzugsgebietsärmer. Kurz vor der Mündung nimmt der Bach noch den seinerseits etwas zuvor vom Weihergraben unterquerten Altmühl-Seitengraben Störzelgraben von rechts auf, der bis zu diesem hin ca. 3,9 km[6], mit dessen Unterlauf ca. 4,5 km[6] lang ist.
- Meinheimer Mühlbach, von rechts und Westen auf etwa 411 m ü. NN wenig unterhalb des vorigen östlich der Unteren Blosenmühle von Meinheim an der Gemeindegrenze zu Markt Berolzheim, ca. 7,0 km[6] und ca. 16,8 km².[7] Entsteht auf etwa 545 m ü. NN westlich des Meinheimer Pfarrdorfes Kurzenaltheim am Ostabfall des Hahnenkamms.
- Lüßgraben, von links und Osten auf etwa 411 m ü. NN in den östlichen, Trommetsheimer Arm der Altmühl wenig talab des Pfarrdorfes Trommetsheim, ca. 3,0 km[6] und ca. 5,2 km².[7] Entsteht auf etwa 428 m ü. NN am Westrand des Pfarrdorfes Kattenhochstatt der Stadt Weißenburg in Bayern. Weggraben.
- Vorderer Graben oder Hagenbach, von rechts und Westen auf etwa 411 m ü. NN nordöstlich von Berolzheim, ca. 2,2 km[6] und ca. 1,9 km².[7] Entsteht auf etwa 455 m ü. NN an einer Feldweggabel nordwestlich von Berolzheim. Weggraben.
- Berolzheimer Mühlbach, von rechts und Westen auf unter 411 m ü. NN östlich von Berolzheim, ca. 3,0 km[6] mit dem südwestlichen Oberlauf und ca. 4,8 km².[7] Der südwestliche Oberlauf entsteht auf etwa 505 m ü. NN im Hangwald Goppelt über dem Burgstall Steinhaus.
- Graben, von rechts und Südwesten auf unter 411 m ü. NN östlich von Berolzheim, ca. 2,0 km[6] und ca. 1,4 km².[7] Entsteht auf etwa 480 m ü. NN am Hang des Naturschutzgebietes Buchleite bei Markt Berolzheim. Zumeist Weggraben.
- Lohgraben, von links und Nordosten auf etwa 410 m ü. NN nordwestlich von Treuchtlingen-Bubenheim, ca. 5,2 km[6] mit dem langen nordnordwestlichen Oberlauf und ca. 7,7 km².[7] Entsteht auf etwa 450 m ü. NN an der Kreisstraße von Weißenburg-Holzingen nach Bubenheim (WUG 5).
- Bachklingengraben, von rechts und Südwesten auf unter 410 m ü. NN fast schon gegenüber Bubenheim, ca. 1,2 km[6] und ca. 0,7 km².[7] Entfließt auf über 440 m ü. NN einem Teich in einer kleinen Waldinsel neben der Treuchtlingen-Wettelsheimer Oberen Bühlstraße. Zumeist Weggraben.
- Rohrach, von rechts und insgesamt Westen auf unter 410 m ü. NN nach Passieren der Zollmühle von Wettelsheim gegenüber von Bubenheim, 12,0 km[22] mit ihrem Oberlauf Östliche (!) Rohrach und 29,1 km²[22]. Die Östliche Rohrach entsteht auf etwa 557 m ü. NN neben dem Eintritt der St 2218 von Heidenheim-Degersheim im Westen her ins Obertal.
- → Abgang des Karlsgrabens, auch Fossa Carolina, nach links und Osten auf unter 410 m ü. NN bei den Sportplätzen des Kirchdorfes Graben, ehedem wenigstens 2,3 km.[6] Mittelalterlicher Kanal zwischen Altmühl und oberster Schwäbischer Rezat bei Weißenburg-Dettenheim, nur abschnittsweise erhalten.
- → Abgang des Altmühlgrabens, nach rechts und Süden auf unter 410 m ü. NN nach der Altmühlbrücke der Bahnstrecke Treuchtlingen–Nürnberg bei Gstadt
- Rücklauf des Altmühlgrabens, von rechts auf unter 410 m ü. NN in einen Altarmrest am Ostrand des zentralen Treuchtlingen auf Breite der Dürerstraße, ca. 1,3 km[6] und ca. 1,0 km².[7] Lange Weggraben.
- Kästleinsmühlbach, teilweise auch Schambach genannt, von links und Osten auf unter 410 m ü. NN nach Passieren der Treuchtlinger Kästleinsmühle gegenüber dem vorigen, ca. 2,5 km[6] und ca. 3,1 km².[7] Zweigt auf etwa 418 m ü. NN zwischen dem Treuchtlinger Ortsteil Schambach und den Teilen der Innenstadt links der Altmühl vom nächsten linken Zufluss Schambach (s. u.) nach rechts ab und entwässert das Schambachried. Mit dem Zulauf Espangraben zum Schambachried als Oberlauf gerechnet wäre der Bach ca. 0,7 km[6] länger.

### Unterlauf

#### Möhrenbach bis Gailach
- Möhrenbach, von rechts und Südwesten auf unter 410 m ü. NN am Südrand von Treuchtlingen bei der Kläranlage, 19,1 km[23] und 127,8 km²[23]. Entsteht auf unter 510 m ü. NN anderthalb Kilometer westlich von Otting im Landkreis Donau-Ries im beginnenden Wald Oberer Schlag.
- (Zulauf), von links und Norden auf über 405 m ü. NN gegenüber dem Treuchtlinger Pfarrdorf Dietfurt in Mittelfranken, 1,7 km[23] und 0,7 km²[23]. Entsteht auf über 415 m ü. NN am Ostrand von Treuchtlingen beim Gewerbegebiet Bürgermeister-Korn-Straße.
- Schambach, von links und Nordwesten auf über 405 m ü. NN gegenüber Dietfurt, 14,2 km[23] und 98,0 km²[23]. Entsteht auf über 480 m ü. NN etwas nordöstlich der Weißenburger Einöde Laubenthal eben noch auf der Gemarkung von Raitenbuch.
- Hungerbach, von links und Südwesten auf etwa 405 m ü. NN gleich abwärts der ersten Altmühlbrücke der im Tal verlaufenden Bahnstrecke München–Treuchtlingen, 2,8 km[24] und 11,0 km²[24]. Entsteht auf knapp 450 m ü. NN neben der B 2 nahe dem Weiler Höfen von Langenaltheim.
- Eichwiesengraben, von links und Südwesten auf unter 405 m ü. NN in Pappenheim am Campingplatz, 1,1 km[6] und 6,1 km²[24]. Auengraben.
- Zulauf des Trockentals Äpfeltal, von links und Ostnordosten auf unter 405 m ü. NN in Pappenheim, ca. 5,2 km[6] und ca. 6,9 km².[7] Beginnt auf etwa 537 m ü. NN östlich von Göhren nahe der Einmündung der Kreisstraße WUG 11 in die St 2724, wo in einem Grünlandstreifen in einem Feld ein kurzer Wasserlauf fließt.
- Zulauf des Trockentals Pappenheimer Tal, von rechts und Südwesten auf unter 405 m ü. NN im Bereich des Pappenheimer Bahnhofs, ca. 6,5 km[6] und ca. 8,8 km².[7] Entsteht auf etwa 560 m ü. NN am Waltrand südöstlich des Dorfes Langenaltheimer Haardt von Langenaltheim, wo ein nur ca. 2,0 km[6] langer periodischer Wasserlauf entsteht; danach läuft im Tal die Kreisstraße von Langenaltheim nach Pappenheim (WUG 9).
- Zulauf des Trockentals Wolfstal, von links und Ostnordosten auf unter 405 m ü. NN am Südrand des Pappenheimer Dorfes Zimmern, ca. 5,9 km[6] auf dem längsten Obertalast und ca. 10,1 km².[7] Der längste, nördliche von drei Obertalästen entsteht auf etwa 530 m ü. NN nordöstlich des Pappenheimer Pfarrdorfes Bieswang noch vor dem Wald. In allen drei Obertalästen kurze Wasserläufe, durchs Untertal steigt die St 2387 von Bieswang nach Zimmern ab.
- Zulauf des Trockentals Bauerntal, von links und Norden auf etwa 400 m ü. NN beim Dorf Solnhofen-Eßlingen, ca. 1,8 km[6] und 2,0 km².[7] Entsteht auf etwa 505 m ü. NN westlich des Dorfes Solnhofen-Hochholz.
- Zulauf des Trockentals Schönfelder Tal, von links und Nordosten auf etwa 400 m ü. NN östlich von Eßlingen kurz vor der Kreisgrenze, ca. 6,6 km[6] und ca. 10,3 km².[7] Entsteht auf etwa 560 m ü. NN südöstlich von Bieswang.

Übertritt in den Landkreis Eichstätt.
- Gailach, von rechts und Westen auf unter 400 m ü. NN durchs Kirchdorf Markt Mörnsheim-Altendorf, 21,7 km[24] und 78,7 km²[24]. Entfließt auf etwa 520 m ü. NN dem Ortsweiher im Dorf Kreut der Stadt Monheim im Landkreis Donau-Ries.

#### Gailach bis Schwarzach
- Zulauf des Trockentals Tiefental, von links und Nordosten auf über 395 m ü. NN beim Dorf Dollnstein-Hagenacker, ca. 5,4 km[6] und ca. 9,2 km².[7] Entsteht auf etwa 520 m ü. NN zwischen dem Kirchdorf Schönau und dem Sitz von dessen Gemeinde Schernfeld.
- Lohgraben, von links (!) und Südwesten auf unter 394 m ü. NN in einen linken Altarmrest beim Weiler Dollnstein-Bubenrothermühle, 6,2 km[25] mit der Oberlauffolge und 13,3 km²[25]. Entsteht auf unter 405 m ü. NN im Dorf Dollnstein-Ried im Rieder Tal, dem nördlichen Teil des sehr breiten und flachen, von rechts (!) ins Altmühltal mündenden Wellheimer Trockentales, in dem vorzeiten die Urdonau floss, als namenloser Graben. Nach Durchlaufen eines Weiher unterhalb des Weilers Dollnstein-Groppenhof heißt der Wasserlauf Moosgraben und zuletzt ab Dollnstein in der hier breiter werdenden Altmühlaue Lohgraben. Ein Düker führt den Graben unter der Altmühl hindurch, so dass er danach von links mündet.
- Hüttenbach, von links und Nordosten auf etwas über 390 m ü. NN in Dollnstein-Obereichstätt, ca. 0,3 km.[6] und ca. 0,5 km².[7] Entspringt auf etwa 395 m ü. NN im ehemaligen Steinbruch im Dorf einer stark schüttenden Karstquelle.
- Zulauf des Trockentals Kindertal, von rechts und Südwesten auf unter 390 m ü. NN bei Kirchdorf Eichstätt-Wasserzell, ca. 6,5 km.[6] Entsteht auf etwa 455 m ü. NN südlich des Kirchdorfes Ochsenfeld von Adelschlag Ochsenfeld. Hat ein verzweigtes System zulaufender Trockentäler, durch das nächstgrößte Schweintal/Hirschgrundtal steigt die Bahnstrecke München–Treuchtlingen auf zur Hochfläche der Frankenalb.
- Auengraben, von rechts und Südwesten auf über 385 m ü. NN gegenüber dem Pfarrdorf Eichstätt-Rebdorf, ca. 2,1 km.[6] und ca. 1,3 km².[7] Entsteht auf unter 390 m ü. NN in der linken Altmühlau gegenüber von Wasserzell und unterquert den Fluss in einem Düker.
- Kapellenbach, von links auf etwa 385 m ü. NN kurz vor dem Herzogsteg in Eichstätt, ca. 0,4 km[6] und ca. 0,3 km².[7] Entspringt auf unter 400 m ü. NN hinter der Mariahilf-Kapelle einem Karstquellbecken.
- Gießgraben, von links und Norden auf 384 m ü. NN[8] zwischen Eichstätt und dessen Kirchdorf Landershofen, ca. 0,8 km[6] und ca. 1,8 km².[7] Entsteht auf etwa 400 m ü. NN am linken Hangfuß beim Zulauf eines etwa weitere 1,8 km[6] langen Trockentals, das auf über 490 m ü. NN östlich des Häringhofes beginnt.
- Zulauf des Trockentals Herrengrund, von links und Norden auf etwa 383 m ü. NN nach Landershofen, ca. 3,4 km[6] und ca. 3,8 km².[7] Entsteht auf etwa 510 m ü. NN am Kreuzweg vom Eichstätt-Ziegelhof nach Eichstätt--Buchenhüll.
- Pfünz, von rechts und Süden auf 382 m ü. NN[8] nach Durchqueren von Walting-Pfünz gegenüber der Waltinger Almosmühle durch einen Altarm, ca. 2,6 km[6] und rund 47 km².[7] Entsteht auf etwa 389 m ü. NN am Zusammenlauf zweier Trockentäler etwa 1,7 km südöstlich der Pfünzer Dorfmitte. Dem linken, südwestlichen streben von der Hochebene mehrere Bachfragmente zu, die dann versickern, das längste, Pfünzer Bach genannt, mit ca. 3,2 km[6] Länge beginnt westlich von Adelschlag auf etwa 440 m ü. NN, durchquert das Dorf und versickert dann unterhalb der Kläranlage in schon merklicher Mulde auf unter 420 m ü. NN. Von hier bis zum gewöhnlichen Ursprung der Pfünz sind es ca. 7,0 km[6] auf dem Talweg durchs Pfünzer Tal.
- Zufluss, von links auf etwa 382 m ü. NN an der Almosmühle, kurzer Karstabfluss aus fünf Quellen auf etwa 400 m ü. NN.[26]
- Lohgraben, von rechts und Südwesten auf 380,3 m ü. NN[8] südlich von Walting, ca. 2,5 km[6] und ca. 6,6 km².[7] Entsteht auf etwas über 381 m ü. NN südlich von Inching. Rechter Auengraben.
- Zulauf des Trockentals Affental, von links und Nordwesten gegenüber dem vorigen, ca. 10,8 km[6] und über 35 km². Die längste Talmulde beginnt auf über 530 m ü. NN südwestlich des Pollenfelder Kirchdorfes Weigersdorf im Gewann In der Pfütz. Talabschnittsnamensfolge Walbertal → Preithgrund → Affental.
- Lohgraben, von links und Südwesten auf unter 380 m ü. NN am Südrand von Walting gegenüber der Mühle, ca. 0,7 km[6] und ca. 0,3 km².[7] Entsteht auf etwas über 380 m ü. NN gegenüber der Mündung des vorigen Lohgrabens. Auengraben.
- Mühlbach, von links und Nordwesten auf über 375 m ü. NN kurz vor dem Kirchdorf Walting-Pfalzpaint, ca. 0,7 km[6] und ca. 1,9 km².[7] Entsteht auf über 380 m ü. NN im Weiler Walting-Isenbrunn. Weg- und Auengraben mit einem weiteren Lohgraben als Zulauf.
- Oberer Augraben, von rechts und Südwesten auf über 375 m ü. NN kurz nach dem vorigen am Rand des Kirchdorfes vor der Pfalzpainter Altmühlbrücke, ca. 1,3 km[6] und ca. 1,0 km².[7] Entsteht auf unter 380 m ü. NN in der Oberen Au gegenüber dem Kirchdorf Rieshofen. Auengraben.
- Wiesgraben, von links und Nordwesten auf knapp 375 m ü. NN an der Kläranlage gegenüber von Pfalzpaint, ca. 1,2 km[6] und ca. 1,2 km².[7] Entsteht auf unter 380 m ü. NN am Südrand von Isenbrunn. Unbeständiger Auengraben.
- Schambach, von rechts und Süden auf etwa 370 m ü. NN bei Markt Kipfenberg-Arnsberg, 3,7 km[25] und 41,9 km²[25]. Entspringt auf unter 390 m ü. NN nahe einem Parkplatz an der Kreisstraße EI 10 aus Böhmfeld im Süden nach Arnsberg etwa einen Kilometer nach deren Talsteigenfuß. Das Gewässer läuft Arnsberger Schambachtal, das einige teils lange Trockentäler fortsetzt.
- Etzgraben, von rechts und Süden auf unter 375 m ü. NN westlich des Kirchdorfs Kipfenberg-Böhming, ca. 0,3 km[6] und ca. 0,3 km².[7] Augraben.
- Kastenwiesengraben, von rechts und Südwesten wenige Schritte vor dem folgenden, ca. 0,6 km[6] und ca. 0,4 km².[7] Auengraben entlang dem westlichen Siedlungsrand von Kipfenberg.
- Birktalbach, von rechts und Süden auf unter 375 m ü. NN an der Altmühlbrücke in Kipfenberg, 8,3 km[27] und 53,3 km²[27]. Entsteht auf knapp 485 m ü. NN östlich von Kipfenberg-Schelldorf vor dem Köschinger Forst. Beständiger Lauf erst knapp einen Kilometer vor der Birkthalmühle, ab wo es nur noch ca. 2,5 km[6] bis zur Mündung sind.
- Zulauf des Trockentals Kälbertal, von links und Nordwesten gegenüber dem vorigen, ca. 2,8 km[6] und ca. 2,6 km².[7] Entsteht auf etwa 490 m ü. NN im Wald Bärneichet.
- Bach aus dem Grüntopf, von rechts auf etwas über 372,2 m ü. NN[8] in Kipfenberg-Grösdorf, ca. 0,2 km[6] und ca. 0,3 km².[7] Entspringt der Karstquelle Grüntopf auf etwa 390 m ü. NN am rechten Hangfuß.
- Schwarzach, von links und Norden auf unter 372 m ü. NN in zwei Armen am Südrand von Markt Kinding, 52,9 km[27] ab dem Ursprung des Siegenbachs und 510,5 km²[27]. Der Siegenbach entsteht auf etwa 472 m ü. NN an der Kläranlage westlich von Buch in Markt Postbauer-Heng im Landkreis Neumarkt in der Oberpfalz. Namensabschnittsfolge Siegenbach → Hintere Schwarzach → Schwarzach. Wird im Mittellauf vom Main-Donau-Kanal gequert und nimmt etwas mehr als einen Kilometer vor der Mündung kurz vor der Teilung in die Mündungsarme die Anlauter auf.

#### Schwarzach bis Weiße Laber
- Augraben, von rechts und Westnordwesten auf unter 370 m ü. NN kurz vor Kinding-Unteremmendorf, 2,5 km[28] und 2,7 km²[28]. Entsteht wenig nach dem vorigen Zulauf in der rechten Aue.
- Mühlbach, von rechts und Osten auf unter 370 m ü. NN nachdem er Unteremmendorf durchlaufen hat, 1,3 km[28] und 5,5 km²[28]. Entspringt auf etwa 410 m ü. NN einer Quelle am rechten Hangfuß etwa 1 km talabwärts von Unteremmendorf und wird fast ohne Gefälle zum Dorf geleitet, wo er dann umknickt und schnell nordwärts die Altmühl erreicht.
- Mühlbach, von rechts und Südosten auf unter 370 m ü. NN etwa 1 km flussabwärts von Unteremmingen, ca. 0,3 km[6] und ca. 0,0 km².[7] Ganz früher Abzweig des vorgenannten, der gleich zu Anfang noch von einer zweiten Quelle über 400 m ü. NN gespeist wird und auf der Falllinie neben Wirtschaftswegen zur Altmühl fließt.

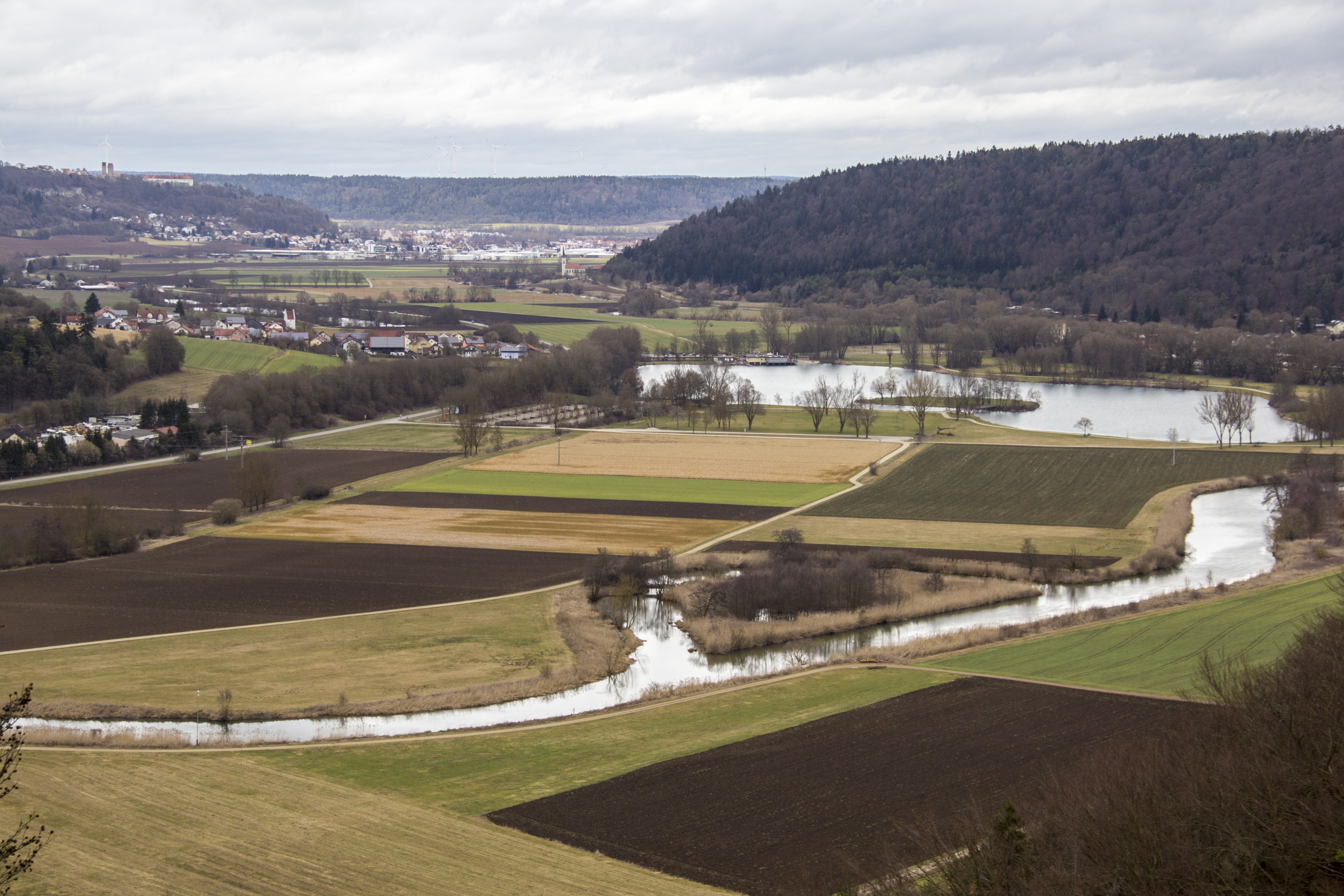
Blick vom rechten Talhang unterhalb von Unteremmendorf etwa nach Nordosten über den Kratzmühlsee mit Pfraundorf links in Richtung Beilngries

- Kratzmühlsee oder Pfraundorfer See, auf 366,9 m ü. NN[8] in der linken Au zwischen der Kratzmühle am rechten Flussufer und Kinding-Pfraundorf am linken Unterhang, ca. 13,6 ha.[5]
- Quellbach, von links und Westen auf über 366 m ü. NN bei Kinding-Badanhausen, 0,8 km[28] und 0,7 km²[28]. Entsteht auf knapp 390 m ü. NN am Westrand des Dorfes in der Talmündung eines Trockentals vom Sulzbuck her.
- Quellbach, von rechts und Süden auf etwa 366 m ü. NN bei Kinding-Kirchanhausen, ca. 0,3 km[6] und ca. 0,1 km².[7] Entsteht auf etwa 380 m ü. NN gegenüber der Dorfkirche.
- Seegraben GKZ: 13852 -->, von links und Westen auf über 363 m ü. NN in einen Altarmrest im Bereich der Sportplätze am Südwestrand von Beilngries, 1,8 km[29] und 3,7 km²[29]. Entsteht auf etwa 366 m ü. NN neben der St 2230 aus Kinding-Badanhausen nach Beilngries.
- Sulz, von links und Nordwesten auf etwa 363 m ü. NN am Südrand von Beilngries, 2,6 km[29] und 6,6 km²[29]. Wird auf 372 m ü. NN[30] am Nordrand des Städtchens nach rechts aus dem Main-Donau-Kanal ausgeleitet. Das heutige Gewässer ist der nur sehr kurze Unterlaufrest eines ehedem über 30 km langen Flusses mit offizieller Sulzquelle am Berg oberhalb von Tyrolsberg in der Gemeinde Berngau im Landkreis Neumarkt in der Oberpfalz etwa 29 km nordnordwestlich der Mündung, in dessen südwärts ziehenden Frankenalbtal nun der Main-Donau-Kanal verläuft, welchem das zehnmal so lange obere Stück der Sulz knapp 4,5 km aufwärts von der Wiederausleitung zufließt. Die Sulz entwässerte ehedem den weit überwiegenden Teil der 226,1 km²[31] an Teileinzugsgebiet des heutigen Main-Donau-Kanals ab seiner Schwarzach-Querung bis zum heutigen Einfluss der Altmühl.
- Auengraben, von links und Nordwesten auf etwa 362 m ü. NN gegenüber der Kottingwörthermühle, 1,1 km[32] und 0,4 km²[32]. Entsteht auf unter 363 m ü. NN an den Sportplätzen von Kottingwörth.
- Auengraben, von rechts und Wesen auf etwa 362 m ü. NN im rechten Mühlkanal der Kottingwörthermühle, 4,8 km[32] und 6,9 km²[32]. Entsteht auf unter 466 m ü. NN noch westlich des Flugplatzes gegenüber von Beilngries.

Übertritt in den Landkreis Neumarkt in der Oberpfalz.
- Unbeständiger Auengraben, von links und Westen auf etwa 360 m ü. NN südlich von Dietfurt an der Altmühl-Töging, 3,3 km[32] und 2,2 km²[32]. Entsteht auf unter 365 m ü. NN nördlich von Kottingwörth.
- Östlich von Töging fällt die auf 359 m ü. NN[8] anfließende Altmühl an einem Wehr aufs Niveau 355 m ü. NN[33] des Main-Donau-Kanals.
- Unbeständiger Auengraben, von links und Südwesten auf 355 m ü. NN[33] weniger als 200 Meter vor dem Einfluss der Altmühl in den Main-Donau-Kanal, 1,9 km[31] und 2,2 km²[31]. Entsteht auf über 362 m ü. NN am Südrand von Töging.
- Main-Donau-Kanal, von links und Nordwesten auf 355 m ü. NN[33], 34,5 km[31] ab der Scheitelhaltung über die Europäische Hauptwasserscheide hinweg sowie 226,1 km².[31] Der höchste Kanalabschnitt („Scheitelhaltung“) zwischen den Schleusen Hilpoltstein und Bachhausen liegt auf 406 m ü. NN[34], davon wird der Streckenanteil ab etwa Kanalkilometer 102,2 zwischen Hiltpoltstein-Pierheim im Süden und dem Guggenbühl (456 m ü. NN) im Norden, wo die Europäische Hauptwasserscheide ihn ungefähr schneidet, zu der Altmühlseite gerechnet; zum Flächenanteil zählt auch noch eine kleine jenseitig anschließende Fläche zwischen Guggenloh und Bischofsholz von etwa 1 km².[7]

Ab hier ist die Altmühl Teil des Main-Donau-Kanals, den auf dieser Strecke links wie rechts etliche Reste seines Vorgängers Ludwig-Donau-Main-Kanals begleiten, die teilweise auch mit ihm verbunden sind. (Hier in der Regel nicht eigens vermerkt.)
- Weiße Laber, im untersten Lauf Stadtlaber, von links und Nordnordwesten auf 355 m ü. NN[33] bei der Herrnmühle von Dietfurt an der Altmühl in einen Altarm, 44,7 km[35] und 356,7 km²[35]. Entsteht auf etwa 558 m ü. NN westlich des Dorfes Voggenthal von Neumarkt in der Oberpfalz am Marktweg. Namensabschnittsfolge Espanbach → Unterbürger Laber → Weiße Laber → Stadtlaber.

#### Weiße Laber bis Riedenburger Schambach
- Mühlbach, von links auf 458 m ü. NN[8] in ein Fragment des Ludwig-Donau-Main-Kanals, ca. 1,4 km[6] und 5,3 km².[7] Entspringt auf etwa 380 m ü. NN einer Karstquelle im Dietfurter Pfarrdorf Mühlbach.

Übertritt in den Landkreis Kelheim.
- Güßgraben, von rechts und Westen auf 355 m ü. NN[33] im Kirchdorf Riedenburg-Deising neben der Brücke der Kreisstraße KEH 2 über den Kanal, ca. 1,4 km[36] und ca. 6,9 km².[7] Entsteht auf etwa 450 m ü. NN an der Stadtgemarkungsgrenze im Westen.
- Abfluss der Petrusquelle, auch Petersbrunnen genannt, von rechts und Westen auf 355 m ü. NN[33] am Südostrand von Deising, ca. 0,4 km[6] und ca. 0,1 km².[7] Entspringt auf etwa 370 m ü. NN, im Ortsbereich an der Kirche vor der Trockentalmündung des vorigen einem Karstquelltopf mit einer mittleren Schüttung von 350 l/s mit einem Einzugsbereich im Westen, der also offenbar auch Anteil am (oberirdischen) Einzugsgebiet des vorigen hat.[37] Zuweilen schütten auch noch nahe Hungerquellen.
- Altmühlmünster Bach, von rechts und Südwesten auf 355 m ü. NN[33] zwischen Deising und Riedenburg-Untereggersberg, 3,4 km[38], davon etwa 1,0 km rechts neben dem Kanal, und 61,1 km²[38]. Entsteht auf unter 385 m ü. NN unter dem Ambergerhof von Dietfurt im oberhalb trockenen Brunntal, das sich aufwärts noch wenigstens weitere 5,3 km[6] weiter bis südlich von Neuses in Markt Altmannstein verfolgen lässt.
- Abfluss der Karstquelle Gundlfing, von links auf 355 m ü. NN[33] bei Riedenburg-Gundlfing, ca. 0,6 km[6] und ca. 4,6 km².[7] Quellbecken auf etwa 360 m ü. NN im Ortsbereich leicht versetzt vor einer Trockentalmündung aus Richtung Riedenburg--Perletzhofen, von wo Speisung aus Dolinen nachgewiesen ist. Schüttet im Mittel 35 l/s.[39]
- Schambach, von rechts und Südwesten auf 346,6 m ü. NN[40] über den Stadtweiher in Riedenburg, 16,3 km[38] und 138,8 km²[38]. Entspringt auf unter 405 m ü. NN einer Karstquelle in Schamhaupten im Markt Altmannstein.

#### Riedenburger Schambach bis Mündung
- Zulauf des Trockentals Emmertal, von links und Norden auf 346,6 m ü. NN[40] nahe der Einöde Emmerthal, ca. 8,4 km[6] und 14,3 km².[7] Beginnt auf etwa 580 m ü. NN am Osthang des Mantelberges nördlich des Pfarrdorfes Jachenhausen.
- Abfluss der Karstquelle Prunn, von links und Nordwesten auf 346,6 m ü. NN[40] bei Riedenburg-Prunn in einen Altarm der Altmühl, ca. 0,6 km[6] und ca. 1,3 km².[7] Entspringt auf etwa 355 m ü. NN einem Karstbrunnen, der vor der Mündung eines zwar nur kurzen Trockentals von Riedenburg-Baiersdorf her liegt, aber im Mittel 600 l/s schüttet.
- Zulauf des Trockentals Buchertal, von rechts und Südsüdosten auf 346,6 m ü. NN[40] beim Kirchdorf Riedenburg- Einthal, ca. 4,9 km[6] und ca. 4,5 km².[7] Entsteht auf etwa 460 m ü. NN bei der Kelheimer Einöde Schlott. Im von Schloss nach Westen laufenden Obertal gibt es auf etwa 1,1 km[6] einen beständigen Wasserlauf.
- Zulauf des Trockentals Gerstackertal, von links und Westsüdwesten auf 346,6 m ü. NN[40] unterhalb von Pillhausen noch vor der Gemarkungsgrenze, ca. 2,3 km[6] und ca. 1,8 km².[7] Beginnt auf etwa 485 m ü. NN nahe am nordwärts laufenden Mitteltalabschnitt des vorigen. Im Obertal gibt es vor und nach dem  Wolfsee, ca. 0,2 ha.[5] einen dauerhaften Lauf von etwa 0,4 km.[6]
- Zulauf des Trockentals Galgental, weiter aufwärts Finkenrieder Tal, von links und Norden auf 346,6 m ü. NN[40] dicht an der Stadtgrenze bei der Markt Essinger Einöde Felsenhäusl, ca. 11,0 km[6] und ca. 30,6 km².[7] Beginnt auf etwa 565 m ü. NN nordöstlich des Kirchdorfs Aichkirchen der Stadt Hemau.
- Bach aus dem Trockental Galgental (!), von rechts und Süden auf 346,6 m ü. NN[40] etwa gegenüber dem vorigen, ca. 2,6 km[6], davon das obere Drittel unbeständig, sowie ca. 4,2 km².[7] Entsteht auf etwa 425 m ü. NN am Waldrand nördlich des Kelheimer Weilers Schwaben.
- Weihermühlbach, von links und Nordwesten auf 346,6 m ü. NN[40] bei Essing in einen Altlauf neben dem Kanal, ca. 0,5 km[6] und unter 0,1 km².[7] Entspringt auf etwa 355 m ü. NN dem „Kleinen“ Blautopf, einer Karstquelle am Rand des mit Essing zusammengewachsenen Dorfes Weihermühle. Schüttet etwa 300 l/s.[41]
- Zulauf des Trockentals Hammertal, von links und Norden auf 346,6 m ü. NN[40], im Kirchdorf Altessing, ca. 5,4 km[6] und ca. 7,3 km².[7] Beginnt auf etwa 520 m ü. NN am Nordrand des Dorfes Rappelshofen der Gemeinde Ihrlerstein.
- Zulauf des Trockentals Ziegeltal, von links und Norden auf 346,6 m ü. NN[40] an der Stadtgemarkungsgrenze kurz vor der Staustufe Kelheim des Kanals, ca. 5,1 km[6] und ca. 9,1 km².[7] Beginnt auf etwa 520 m ü. NN am Abzweig der Kreisstraße KEH 5 von der St 2233 Painten–Kelheim.
- Zulauf des Trockentals Heidental, von links und Norden auf 338,2 m ü. NN[42] bei Kelheim-Gronsdorf an der Schleuse Kelheim, ca. 2,1 km[6] und ca. 2,0 km².[7] Beginnt auf etwa 480 m ü. NN im Bereich einiger alter Steinbrüche westlich von Ihrlerstein.
- → Donauseitiges Anfangsstück des alten Ludwig-Donau-Main-Kanals mit Altem Kanalhafen, rechts etwa bei der Altmühlbrücke der Alleestraße in Kelheim, ca. 0,7 km.[6] Heute an seinem Nordende von der kanalisierten Altmühl abgetrennt, hat das Kanalstück im Süden Verbindung über eine Schleuse mit der Donau.
- → Schleifergraben, nach rechts zwischen Alleestraße und Stadtgrabengasse Kelheims, ca. 0,5 km.[6] Setzt sich in der Alten Donau fort, siehe unten.
- → Bräugraben, nach rechts beim Knick der Mathias-Kraus-Gasse Kelheims, ca. 0,5 km.[6] Setzt sich in der Alten Donau fort, siehe unten.
- Kleine Donau, von rechts und Westnordwesten kurz vor der Altmühlbrücke der Kelheimer Starenstraße, 2,17 km[43] mit und ca. 1,7 km[6] ohne Schleifergraben sowie 2,3 km²[43]. Beginnt am Knick Alleestraße/Bahnhofstraße mit dem Zulauf des Schleifergrabens, siehe oben, und nimmt dann auch noch den Bräugraben auf, beides durch Ableitung von der Altmühl geschaffene mittelalterliche Stadtgräben Kelheims an der West- bzw. Ostseite des Stadtkernkarrees, das sie selbst anfangs im Süden begrenzt.

Mündung der Altmühl von links und zuletzt Westen auf etwa 338 m ü. NN am Ostrand der geschlossenen Bebauung von Kelheim in die hier ebenfalls aus dem Westen heranfließende Donau. Die Altmühl hat hier ab ihrer Quelle eine Länge von 226,9 km erreicht und – das diesseitige Einzugsgebiet des Rhein-Main-Donau-Kanals mitgerechnet – ein Einzugsgebiet von insgesamt 3258,4 km² hinter sich. Davon läuft sie 34,5 km lang im Bett des Rhein-Main-Donau-Kanals, der am Eintritt der Altmühl schon ein Einzugsgebiet von 226,1 km beibringt, während der dann noch folgende Kanalabschnitt bis zur Mündung einen weiteren Anteil zum Altmühl-Einzugsgebiet von 738,9 km² beisteuert.